# Ökologische Landwirtschaft

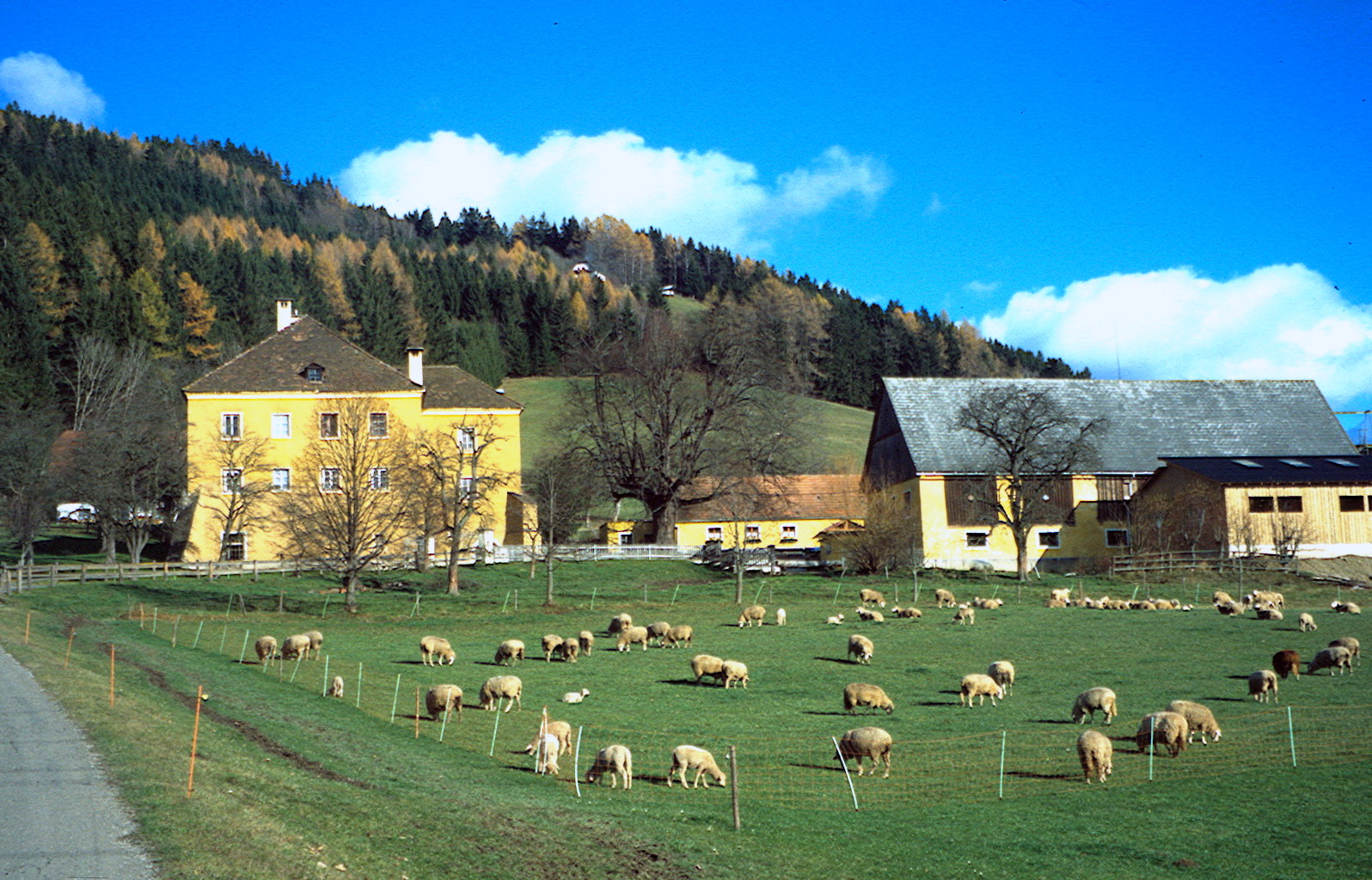
Biobauernhof Schloßbauer Hafning bei Trofaiach in Österreich

Der Begriff ökologische Landwirtschaft (auch biologische Landwirtschaft, Ökolandbau, alternative Landwirtschaft) bezeichnet die Herstellung von Nahrungsmitteln und anderen landwirtschaftlichen Erzeugnissen auf der Grundlage bestimmter Produktionsmethoden, die eine umweltschonende und an geschlossenen Stoffkreisläufen orientierte Produktion sowie eine artgerechte Haltung von Tieren ermöglichen sollen.

## Grundlegendes zu alternativen Landwirtschaftsformen
Die Europäische Kommission reguliert die ökologische Erzeugung seit 1991 und unterhält ein Kontrollsystem, um einen fairen Wettbewerb für Landwirte und das Vertrauen der Verbraucher in ökologische Erzeugnisse zu gewährleisten. Ab dem 1. Januar 2022 gilt die Verordnung (EU) 2018/848 des Europäischen Parlaments und des Rates vom 30. Mai 2018 über die ökologische/biologische Produktion und die Kennzeichnung von ökologischen/biologischen Erzeugnissen und zur Aufhebung der Verordnung (EG) Nr. 834/2007 des Rates sowie der dazugehörigen delegierten Verordnungen und Durchführungsverordnungen.

### Abgrenzung
Im Unterschied zur konventionellen Landwirtschaft ist die ökologische Landwirtschaft rechtlich verpflichtet, im Ackerbau unter anderem auf synthetisch hergestellte Pflanzenschutzmittel, Mineraldünger und Grüne Gentechnik weitgehend zu verzichten. Den Erzeugnissen der ökologischen Landwirtschaft dürfen vor dem Verkauf als Bio-Lebensmittel keine Geschmacksverstärker, künstliche Aromen, künstliche Farb- oder künstliche Konservierungsstoffe zugefügt werden. Die ökologische Viehzucht unterliegt strengeren Auflagen als die konventionelle, wie dem Verbot einzelner Futtermittel und höheren Mindestanforderungen im Platzangebot für Tiere. Die integrierte Landwirtschaft hat wie die ökologische einen gegenüber der konventionellen Produktion erhöhten Anspruch, umweltschonend zu wirtschaften, allerdings gelten dafür andere rechtliche Grundlagen.
Ein Begriff mit ähnlicher Bedeutung ist organische Landwirtschaft.
Weiterhin ist die biologisch-dynamische Landwirtschaft, auch biodynamische Landwirtschaft genannt, von der ökologischen Landwirtschaft zu unterscheiden. Sie beruht auf anthroposophischen Ideen von Rudolf Steiner.

### Bioprodukte
Lebensmittel aus ökologischer Landwirtschaft werden Bio-Lebensmittel genannt; in der Europäischen Union ist die Bezeichnung „Bio-Lebensmittel“ gesetzlich definiert. Nur Produkte, die die gesetzlichen Kriterien erfüllen, dürfen als „Bio“ bezeichnet und mit einem Bio-Siegel versehen werden. Gekennzeichnet werden Bio-Lebensmittel in Deutschland verpflichtend durch Angabe der zuständigen Öko-Kontrollstelle, zusätzlich immer durch ein Bio-Siegel und häufig durch die Aufschrift aus kontrolliert biologischem Anbau, abgekürzt kbA, oder kbT für kontrolliert biologische Tierhaltung. International ist die englische Bezeichnung organic üblich.
Unterschiede im Genusswert und in gesundheitlichen Wirkungen zwischen konventionell hergestellten und Bio-Lebensmitteln waren Gegenstand zahlreicher Studien. Untersuchungen über den Genusswert kamen zu keinen eindeutigen Ergebnissen – in manchen Fällen erhielten ökologische, in anderen konventionelle Produkte bessere durchschnittliche Geschmacksbeurteilung. Meist wiesen Bio-Lebensmittel weniger Rückstände von Pflanzenschutzmitteln und Cadmium und höhere Gehalte von einigen potentiell gesundheitsfördernden sekundären Pflanzeninhaltsstoffen, zum Beispiel Antioxidantien, auf. Für eine tatsächliche Gesundheitswirkung und damit gesundheitliche Vorteile des Konsums von Bio-Lebensmitteln gibt es bislang keine klaren Belege. Das österreichische Bundesministerium für Familie und Jugend behauptet in einer Broschüre zum ersten Babyjahr, dass Bioprodukte eine höhere Qualität hätten, da Biobauern auf eine geringere Schadstoffbelastung achten würden, sowie dass ihre Produkte einen intensiveren Geschmack hätten. Manchmal wird auch Naturkosmetik im Zusammenhang mit „ökologischer Landwirtschaft“ genannt, doch bezieht sich dieser Begriff nur auf die Zusammensetzung und nicht auf die Herkunft oder das Anbauverfahren.
Produkte mit Zutaten aus ökologischem Anbau werden ohne Stoffe, die nach Gesetz als Geschmacksverstärker gelten, hergestellt. Es dürfen jedoch Zutaten verwendet werden, die von Natur aus reich an Geschmacksverstärkern sind. So kann Hefeextrakt mit einem hohen Anteil an Glutamat in einem Bio-Produkt verarbeitet werden. Der Zusatz von Aromastoffen ist erlaubt, wenn es sich um natürliche Aromen handelt.

### Allgemeine Ziele
Gemäß Art. 4 der Verordnung (EU) 2018/848 des Europäischen Parlaments und des Rates verfolgt die ökologische/biologische Produktion die folgenden allgemeinen Ziele:
- Beitrag zum Schutz der Umwelt und des Klimas;
- Erhaltung der langfristigen Bodenfruchtbarkeit;
- Beitrag zu einem hohen Niveau der biologischen Vielfalt;
- einen wesentlichen Beitrag zur Erhaltung einer ungiftigen Umwelt;
- Beitrag zu hohen Tierschutzstandards und insbesondere zur Befriedigung der spezifischen Verhaltensbedürfnisse der einzelnen Tierarten;
- Förderung kurzer Versorgungsketten und der lokalen Erzeugung in den verschiedenen Gebieten der Union;
- Förderung der Erhaltung seltener Rassen oder lokaler Rassen, die vom Aussterben bedroht sind;
- Beitrag zur Entwicklung eines pflanzengenetischen Angebots, das den besonderen Bedürfnissen und Zwecken des ökologischen Landbaus entspricht;
- Beitrag zu einem hohen Maß an biologischer Vielfalt, insbesondere durch die Verwendung von diversifiziertem pflanzengenetischem Material, wie z. B. heterogenes ökologisches Material und für die ökologische Erzeugung geeignete ökologische Sorten;
- Förderung der Entwicklung der ökologischen Pflanzenzüchtung, um zu günstigen wirtschaftlichen Aussichten für den ökologischen Sektor beizutragen.

In Artikel 5 der Verordnung (EU) 2018/848 des Europäischen Parlaments und des Rates heißt es: "Die ökologische/biologische Produktion ist ein nachhaltiges Bewirtschaftungssystem, das auf allgemeinen Grundsätzen beruht wie:
- Achtung der natürlichen Systeme und Kreisläufe sowie die Erhaltung und Verbesserung von Boden, Wasser und Luft, der Gesundheit von Pflanzen und Tieren und des Gleichgewichts zwischen ihnen;
- Schutz von Elementen der natürlichen Landschaft;
- verantwortungsvoller Umgang mit Energie und natürlichen Ressourcen wie Wasser, Boden, organischen Stoffen und Luft;
- Erzeugung eines breiten Spektrums hochwertiger Lebensmittel und anderer Erzeugnisse der Landwirtschaft und der Aquakultur, die der Nachfrage der Verbraucher nach Waren entsprechen, die mit Verfahren hergestellt wurden, die keine Gefahr für die Umwelt, die menschliche Gesundheit, die Pflanzengesundheit oder die Gesundheit und das Wohlergehen der Tiere darstellen.”

Bei der ökologischen Pflanzenproduktion werden Anbaupraktiken angewandt, die zur Erhaltung oder Erhöhung der organischen Substanz des Bodens beitragen, die Bodenstabilität und die biologische Vielfalt verbessern und Bodenverdichtung und Erosion verhindern. Zu diesem Zweck werden mehrjährige Fruchtfolgen angewandt, die Verwendung biodynamischer Präparate ist erlaubt, und alle angewandten Anbautechniken verhindern oder minimieren die Umweltverschmutzung.
Die Vorbeugung von Schäden durch Schädlinge und Krankheiten beruht in erster Linie auf dem Schutz durch natürliche Feinde (wilde Nutzinsekten, Amphibien, Reptilien, Vögel und Säugetiere), der Auswahl von Arten und Sorten, der Fruchtfolge und geeigneten Anbautechniken. Um den Unkrautbefall zu verringern, sollte Saatgut von guter Qualität verwendet (das nicht mit Unkrautsamen verunreinigt ist), eine geeignete Fruchtfolge eingehalten werden, mechanischer Anbau und thermische Bekämpfung von Unkraut verwendet werden.
Das Sammeln von Wildpflanzen und Teilen davon, die in natürlichen Gebieten, Wäldern und landwirtschaftlichen Flächen natürlich wachsen, gilt als ökologische/biologische Produktionsmethode, sofern:
- die Flächen während eines Zeitraums von mindestens drei Jahren vor der Sammlung nicht mit anderen als den gemäß Art. 9 Abs. 3 Unterabsatz 1 der Verordnung (EU) 2018/848 über die ökologische/biologische Produktion und die Kennzeichnung von ökologischen/biologischen Erzeugnissen (...) zugelassenen Erzeugnissen behandelt wurden;
- die Sammlung das Gleichgewicht des natürlichen Lebensraums oder die Erhaltung der Arten im Sammelgebiet nicht beeinträchtigt.

Bei der Verarbeitung ökologischer Lebensmittel (sowie ökologischer Futtermittel) sind ökologische Zutaten zu verwenden, die Verwendung von Zusatzstoffen mit hauptsächlich technologischen und sensorischen Funktionen ist zu begrenzen, Stoffe und Methoden, die über die wahre Beschaffenheit des Erzeugnisses hinwegtäuschen können, sind auszuschließen. Die Verwendung von GVO, aus GVO hergestellten Erzeugnissen und unter Verwendung von GVO hergestellten Erzeugnissen ist in der ökologischen/biologischen Produktion nicht zulässig, mit Ausnahme von Tierarzneimitteln.

## Globale Bedeutung
| Land                    | ha         | %     |
| ----------------------- | ---------- | ----- |
| Argentinien             | 4.048.203  | 3,4   |
| Australien              | 53.016.058 | 14,6  |
| Ägypten                 | 116.000    | 2,9   |
| Äthiopien               | 438.745    | 1,1   |
| Belgien                 | 102.359    | 7,5   |
| Brasilien               | 1.023.089  | 0,4   |
| Bulgarien               | 147.798    | 2,9   |
| China                   | 3.420.457  | 0,7   |
| Dänemark                | 303.430    | 11,6  |
| Deutschland             | 1.888.999  | 11,3  |
| Dominikanische Republik | 185.959    | 7,7   |
| Estland                 | 225.256    | 22,9  |
| Färöer                  | 251        | k. A. |
| Finnland                | 311.498    | 13,7  |
| Frankreich              | 2.767.447  | 9,6   |
| Griechenland            | 924.853    | 17,6  |
| Indien                  | 4.475.837  | 2,5   |
| Irland                  | 178.653    | 4,0   |
| Israel                  | 5.091      | 0,8   |
| Italien                 | 2.455.586  | 18,7  |
| Japan                   | 18.837     | 0,4   |
| Kanada                  | 1.288.514  | 2,3   |
| Kasachstan              | 191.283    | 0,1   |
| Kroatien                | 119.873    | 8,0   |
| Lettland                | 297.111    | 15,1  |
| Liechtenstein           | 1.612      | 44,6  |
| Litauen                 | 249.122    | 8,5   |
| Luxemburg               | 8.262      | 6,3   |
| Malta                   | 66         | 0,6   |
| Mexiko                  | 277.333    | 0,3   |
| Niederlande             | 87.416     | 4,8   |
| Norwegen                | 46.063     | 4,7   |
| Osttimor                | 31.447     | 9,2   |
| Österreich              | 701.161    | 27,3  |
| Peru                    | 247.216    | 1,0   |
| Philippinen             | 187.425    | 1,5   |
| Polen                   | 636.021    | 4,4   |
| Portugal                | 860.878    | 21,7  |
| Russland                | 96.576     | 0,04  |
| Rumänien                | 693.998    | 5,1   |
| Samoa                   | 41.307     | 14,6  |
| São Tomé und Príncipe   | 9.281      | 22,1  |
| Schweden                | 549.941    | 18,3  |
| Schweiz                 | 190.007    | 18,2  |
| Slowakei                | 261.060    | 13,7  |
| Slowenien               | 54.603     | 11,3  |
| Spanien                 | 2.991.881  | 12,2  |
| Sri Lanka               | 69.812     | 2,5   |
| Tansania                | 223.067    | 0,6   |
| Tschechien              | 595.190    | 16,9  |
| Tunesien                | 196.222    | 0,8   |
| Türkei                  | 312.010    | 0,8   |
| Uganda                  | 505.308    | 3,5   |
| Ukraine                 | 471.176    | 1,1   |
| Ungarn                  | 320.251    | 6,4   |
| Uruguay                 | 3.572.286  | 25,4  |
| Vanuatu                 | 6.431      | 3,4   |
| USA                     | 2.060.741  | 0,5   |
| Vereinigtes Königreich  | 497.900    | 2,8   |

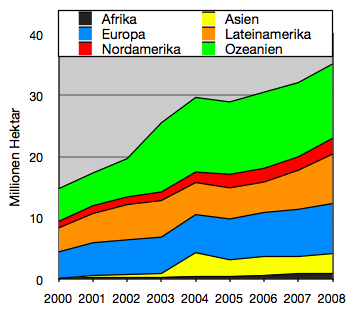
Öko-Anbaufläche nach Weltregionen 2000–2008

Laut dem IFOAM-Jahrbuch The World of Organic Agriculture 2015 ist die ökologisch bewirtschaftete Nutzfläche (Organic agricultural land) im Zeitraum 1999 bis 2013 von 11 auf 43,1 Mio Hektar angestiegen. 2013 wurde 1 % der weltweiten landwirtschaftlichen Nutzfläche von 2 Millionen Erzeugern ökologisch bewirtschaftet. Rund zwei Drittel der Fläche ist Grasland (27 Mio. ha), und auf knapp einem Fünftel werden Feldfrüchte angebaut (7,7 Mio. ha). 2016 wurden weltweit 57,8 Millionen Hektar, etwas mehr als 1 % der landwirtschaftlichen Nutzfläche, ökologisch bewirtschaftet, dies sind fast 7,5 % mehr als noch 2015. In 15 Ländern werden mindestens 10 % der Landwirtschaftsfläche biologisch bewirtschaftet, was einem neuen Rekord entspricht. Ende 2016 gab es über 2,7 Millionen Bioproduzenten weltweit. Wie in den Vorjahren sind die Länder mit den meisten Produzenten Indien (835’200), Uganda (210’352) und Mexiko (210’000). 57,8 Mio Hektar Landwirtschaftsfläche wurden biologisch bewirtschaftet. Das sind fast 7,5 Mio Hektar mehr als 2015, das größte Wachstum, das je verzeichnet wurde. Australien ist das Land mit der größten Biolandbaufläche (27,2 Mio Hektar), gefolgt von Argentinien (3 Mio Hektar) und China (2,3 Mio Hektar).
Ozeanien verfügt mit 27,3 Mio. ha über die größten Flächen (Fast die Hälfte der globalen ökologisch bewirtschafteten Fläche). Der größte Teil davon befindet sich in Australien. Europa (13,5 Mio. ha) bewirtschaftet 23 % und Lateinamerika (7,1 Mio. ha) 12 %. Asien verfügt über 3,4 Mio. ha (8 %), Nordamerika 3,0 Mio. ha (7 %) und Afrika 1,2 Mio. ha (3 %).
Die Länder mit den weltweit höchsten Anteilen an der nationalen Anbaufläche sind Liechtenstein (38,5 %), Samoa (34,5 %) und Österreich (24,7 %). In 16 Ländern werden mindestens 10 Prozent der Landwirtschaftsfläche biologisch bewirtschaftet, was einem neuen Rekord entspricht. Seit Ende 2015 setzt Sikkim zu 100 % auf Öko-Landbau. Andhra Pradesh will bis 2024 ebenfalls komplett auf eine pestizidfreie Landwirtschaft umstellen.
Der globale Bio-Markt hatte gemäß IFOAM im Jahr 2013 einen Umfang von 72 Milliarden US-Dollar, davon 31 Milliarden US-Dollar in Europa. Die weltweit größten Bio-Märkte sind die USA (mit 35 Mrd. $), Deutschland (9,6 Mrd. $), Frankreich (5,6 Mrd. $) und Großbritannien (2,6 Mrd. $). Die Schweiz und Österreich folgen auf Rang acht und neun (mit einem Marktvolumen von 2,1 respektive 1,4 Mrd. $). Das Marktforschungsunternehmen Ecovia Intelligence beziffert den globalen Markt für Bioprodukte 2016 auf 89,7 Milliarden US-Dollar (ca. 80 Milliarden Euro). Der größte Markt sind die Vereinigten Staaten (38,9 Milliarden Euro), gefolgt von Deutschland (9,5 Milliarden Euro), Frankreich (6,7 Milliarden Euro) und China (5,9 Milliarden Euro). Auch 2016 verzeichneten wichtige Märkte ein zweistelliges Wachstum, und der französische Biomarkt wuchs um 22 Prozent. Der höchste Pro-Kopf-Verbrauch war mit 274 Euro in der Schweiz, den höchsten Biomarktanteil wies Dänemark auf (9,7 %).
Der Weltagrarrat bezog 2008 im Kontext des Weltagrarberichts Stellung, wie die Ernährungssituation der Weltbevölkerung nachhaltig sichergestellt werden kann. Er empfahl eine Förderung der ökologischen Landwirtschaft.
An der BIOFACH 2019 wurden die Zahlen für das Jahr 2017 bekanntgegeben. Demnach wuchs der globale Markt auf 97 Milliarden US-Dollar (ca. 90 Milliarden Euro), es gab 2,9 Millionen Bioproduzenten, welche auf 69,8 Millionen Hektar Landwirtschaftsfläche biologisch produzierten. 2023 wurden die Zahlen von 2021 bekannt gegeben.

### Europäische Union

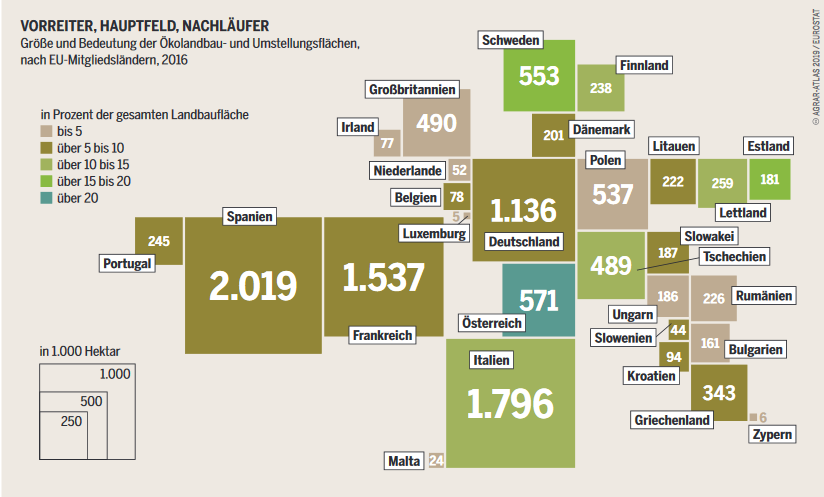
Größe und Bedeutung der Ökolandbau- und Umstellungsflächen, nach EU-Mitgliedsländern, 2016. Urheber: Bartz/Stockmar, CC BY 4.0

Der Anteil ökologischer Landwirtschaftsfläche an der Gesamtlandwirtschaftsfläche in der EU wächst kontinuierlich und lag 2013 zwischen 3,4 und 19,5 %. Die größte ökologisch bewirtschaftete Fläche in der EU hatte 2013 Spanien mit 1.610.129 ha. Prozentual gibt es in Österreich die meiste ökologische Landwirtschaft (19,5 % in 2013), die wenigste in Malta (weniger als 1 % in 2013). Die gesamte Bio-Fläche in der EU betrug im Jahr 2018 13,4 Mio. Hektar, was 7,5 % der gesamten landwirtschaftlich genutzten Fläche entspricht. Anderen Angaben zufolge beträgt in Europa der Anteil der Flächen, welche biologisch bewirtschaftet werden, 2,7 Prozent der Gesamt-Agrarfläche – und in der EU allein sind es immerhin 6,7 Prozent. In der Europäischen Union haben Österreich, Estland und Schweden den höchsten prozentualen Anteil, während in absoluten Zahlen die größten biologisch bewirtschafteten Flächen sich in Spanien, Italien und Frankreich befinden. Besonders deutlich nahmen 2016 im Vergleich zum Vorjahr die biologisch bewirtschafteten Flächen in Italien, Frankreich und Deutschland zu – nämlich um 303.000, bzw. um 216.000 und 162.000 Hektar.
Die EU fördert innerhalb der Gemeinsamen Agrarpolitik (GAP) biologische Landwirtschaft intensiv aus dem Landwirtschaftsfonds für die Entwicklung des ländlichen Raums (ELER), sofern ein Betrieb die Voraussetzungen nach der Verordnung (EG) Nr. 834/2007 (sogen. EU-Öko- oder Bio-Verordnung) erfüllt. Diese Zuwendungen sollen Mehrkosten durch geringere Erträge, höhere Arbeitsbelastung und höhere Gemeinwohlleistungen ausgleichen. Die EU reguliert auch die Zertifizierung und die Kennzeichnung der Erzeugnisse streng.
Daneben sind zahlreiche Durchführungsrechtsakte der Kommission erlassen wie ihre VO (EG) Nr. 889/2008.
Die Mitgliedstaaten melden der Kommission das in ihr eingerichtete Kontroll-System. Die Kontrolle ist – bis auf das zuständige Ministerium und ähnliche Oberaufsichten – durchwegs aus der Privatwirtschaft heraus organisiert, also durch Übertragung von Kontrollaufgaben auf private Kontrollstellen. Nur die Niederlande, Dänemark, Finnland, Litauen und Estland haben eine streng staatliche Kontrolle, Spanien und Polen ein gemischtes System (Stand 2017). Zwar gehen 6,4 Prozent des EU-Budgets für Umwelt und Klima an den Biolandbau, der Anteil jedoch fluktuiert von Land zu Land sehr stark: In Malta sind es nur 0,2 Prozent, in Dänemark hingegen 13,2 Prozent.

EU-Bio-Siegel

Mit dem European Green Deal wurde das Ziel gesetzt, die Fläche des ökologischen Landbaus bis 2030 auf 25 % der landwirtschaftlichen Nutzfläche zu erhöhen. Stand 2021: 9,6 %

#### Deutschland

##### Marktentwicklung

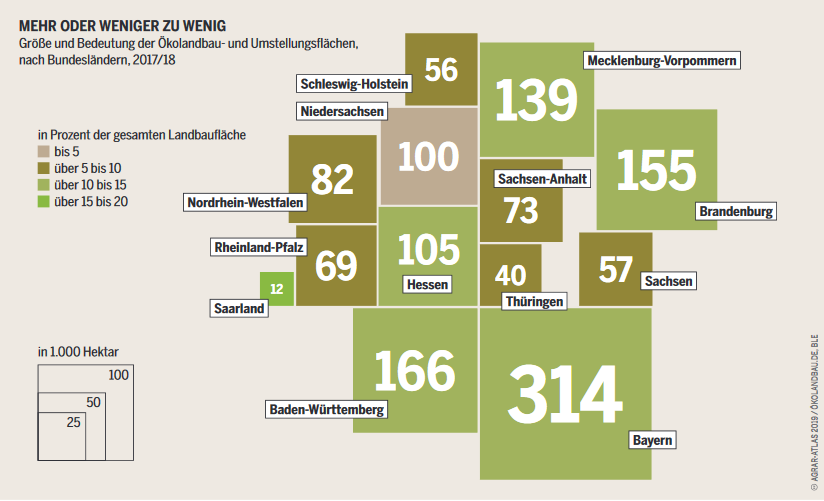
Größe und Bedeutung der Ökolandbau- und Umstellungsflächen, nach Bundesländern, 2017/18. Urheber: Bartz/Stockmar, CC BY 4.0

Die Anzahl der Bio-Erzeugerbetriebe und die ökologisch bewirtschaftete Fläche unterliegen einem stetigen Wachstum. Absolut gesehen ist der Anteil des ökologischen Landbaus an der gesamten deutschen Landwirtschaft trotz hoher Wachstumsraten jedoch nach wie vor relativ klein. Die Anzahl der ökologischen Erzeugerbetriebe in Deutschland lag im Jahr 2013 bei 23.484. 2016 stieg sie um 9,6 % auf 27.132 Betriebe. Die 2016 bewirtschaftete Fläche betrug 1,25 Mio. ha, womit 7,5 % der in Deutschland landwirtschaftlich genutzten Fläche ökologisch bewirtschaftet wird. Im Vergleich zum Vorjahr ist das eine Steigerung von 14,9 %. 2019 stieg die ökologisch bewirtschaftete Anbaufläche gegenüber 2018 um etwa 116.000 ha oder knapp 7,8 % auf rund 1,6 Mio. ha an. Damit liegt der Anteil bei 9,7 % der bundesweiten landwirtschaftlichen Nutzfläche. Die Anzahl der Biobetriebe stieg um 7,6 % auf 34.110 Unternehmen an. Bezogen auf den Anteil des Ökolandbaus an der gesamten landwirtschaftlichen Nutzfläche der einzelnen Bundesländer liegt das Saarland mit 18,1 % vorn, gefolgt von Hessen mit 15,5 % sowie Baden-Württemberg und Brandenburg mit einem Anteil von jeweils 13,2 %.
Aufgrund des Verzichts insbesondere auf synthetischen Stickstoffdünger ergibt sich eine Sonderstellung der Hülsenfrüchte und Futterpflanzen im Ökolandbau. Im Gegenzug bauen die Öko-Bauern signifikant weniger Getreide an als ihre konventionell arbeitenden Kollegen. Ein vergleichsweise hoher Grünlandanteil in der ökologischen Landwirtschaft (rund 54 % gegenüber etwa 28 % in der konventionellen Landwirtschaft) begünstigt die Haltung von Rindern, Ziegen und Schafen. Dadurch ist der Anteil von Bio-Rindfleisch, -Ziegenfleisch und -Schafsfleisch an der gesamten tierischen Produktion sehr viel höher als der von Bio-Schweinefleisch (ca. 1 %). Ackerfläche wird zur Erhöhung bzw. Erhaltung der Bodenfruchtbarkeit sowie Prophylaxe von Pflanzenkrankheiten mit vielfältigen Fruchtfolgen bestellt. Hier ist der Anteil der Hülsenfrüchte mit Abstand am größten, ihre ökologische Anbaufläche machte im Jahr 2012 rund 27 % der Gesamtfläche für Hülsenfrüchte in Deutschland aus.
Der Markt für Bio-Lebensmittel ist einer der wenigen Wachstums-Segmente im deutschen Lebensmittelmarkt mit einem Jahreszuwachs um 1 bis 5 %. An die extreme interne Umsatz-Steigerung im Jahr 2001 um 35 % auf etwa 2,7 Milliarden Euro schloss sich eine durch einen Nitrofen-Skandal bedingte Konsolidierungsphase an. Zwar konnte sich die Öko-Branche von den Anschuldigungen freisprechen, jedoch führten die rezessiven Tendenzen der Weltwirtschaft im Jahre 2003 zu allgemeiner Kaufzurückhaltung und damit zu einer Stagnation des Öko-Marktes. Bis zum Juni 2004 stieg die Nachfrage schließlich auf allen Märkten wieder deutlich an, und die Konsolidierungsphase konnte unter Sortimentausweitungen im Lebensmitteleinzelhandel sowie durch werbewirksame Verkaufs- und Anzeigekampagnen überwunden werden.
Nach Zahlen des BÖLW ist der Umsatz mit Bio-Produkten in Deutschland 2013 im Vergleich zum Vorjahr um 7,2 % gewachsen. Dagegen vergrößerte sich die ökologische Anbaufläche zwischen 2012 und 2013 lediglich um 1 %. Es kommt deswegen teilweise zur Verknappung von Bioprodukten aus der Region und zu vermehrten Importen. Da der Ökolandbau auch in anderen Ländern die Regional- und Direktvermarktung (Verkauf ab Hof) bevorzugt, werden in Deutschland umstellungswillige Landwirte in allen Regionen gesucht.
Wird die Entwicklung der Zusammensetzung des Bio-Umsatzes nach Absatzkanälen genauer betrachtet, so fällt auf, dass der konventionelle Lebensmitteleinzelhandel (Discounter, Supermärkte, Verbrauchermärkte und SB-Warenhäuser) seinen Marktanteil überproportional steigern konnte. Die in diesem Rahmen durch Werbung und Sortimentausweitung verursachte Nachfragesteigerung ist eine wichtige Komponente des geschilderten Marktwachstums von Öko-Lebensmitteln, welche sich mit einer einhergehenden Sensibilisierung des Durchschnittskonsumenten auf die Umsätze der traditionellen Öko-Fachgeschäfte (Naturkosthandel, Bioläden, Reformhäuser) positiv (in absoluten Zahlen gemessen) auswirkt.
Der Markt für ökologisch erzeugte Lebensmittel (Öko-Markt oder Bio-Markt) beträgt über 5 Milliarden Euro. Der Anteil am Gesamtumsatz auf dem deutschen Lebensmittelmarkt liegt bei rund 3 %. Seit dem Jahr 2000 wuchs der Markt fast durchgängig mit zweistelligen Wachstumsraten. Die Zahlen für das Jahr 2007 ermittelten ein Umsatzwachstum von 15 % auf 5,3 Milliarden Euro. Im Jahr 2021 wurden im Deutschen Biomarkt 15,9 Milliarden Euro umgesetzt.

##### Subvention
Die Europäische Union stellt Deutschland im Zeitraum 2018 bis 2021 jährlich rund 1,35 Milliarden Euro aus dem ELER bereit, die insbesondere nachhaltiger Erzeugung dienen sollen und teils auch konventionell wirtschaftenden Betrieben zukommen können. Aus diesem Topf fließen über die Bundesländer verteilt die Ausgleichszahlungen der EU für den Ökologischen Landbau, deren Höhe zu jedem Empfänger namentlich veröffentlicht wird. Zusätzlich gibt es zahlreiche Förderprogramme von Bund und Ländern mit regional unterschiedlichen Schwerpunkten. So sieht die EU beim bedeutsamen Förderinstrument der Flächenprämien eine Beihilfe etwa für Grünland von jährlich 210 EUR/Hektar vor, ausgezahlt werden jedoch Prämien zwischen 189 EUR (Saarland) und 273 EUR (Bayern).
Die Ampel-Koalition unter Kanzler Olaf Scholz hat sich zum Ziel gesetzt, dass bis 2030 30 % der Landwirtschaftsflächen ökologisch bewirtschaftet werden. Hierzu wurden weitere Maßnahmen beschlossen, die auch eine Subventionierung der Außer-Haus-Verpflegung vorsehen.

#### Österreich
Zwischen 2011 und 2015 stagnierte die Anzahl der Biobauern und Biofläche, stieg dann erstmals im Jahr 2016 wieder merklich an. Die Zahl der landwirtschaftlichen Bio-Betriebe ist 2017 im Vergleich zum Jahr davor um sechs Prozent auf 23.117 gestiegen. Die biologisch bewirtschaftete Fläche ist von 2016 auf 2017 um acht Prozent auf 619.380 Hektar gestiegen. Der Anteil der Bio-Flächen an allen landwirtschaftlichen Flächen stieg um 1,9 Prozentpunkte auf 23,9 Prozent. Im Land Salzburg werden 50 % der Agrarflächen biologisch bewirtschaftet. Im Bezirk Zell am See liegt dieser Wert gar bei 80 %. 2021 wurde in Österreich 26,5 % der gesamten landwirtschaftlichen Nutzfläche biologisch bewirtschaftet.
Der Umsatz von Bio-Frischwaren im österreichischen Lebensmitteleinzelhandel (ohne Brot und Gebäck) stieg 2017 im Vergleich zum Jahr davor um 11,8 Prozent auf 508,3 Mio. Euro. Der höchste wertmäßige Bio-Anteil im heimischen Lebensmitteleinzelhandel entfiel 2017 auf Eier mit 21,6 %, gefolgt von Trinkmilch mit rund 18,5 %, Kartoffeln (16,9 %) und Frischgemüse (15,3 %). Bei Fruchtjoghurt, Obst und Butter ist der Bio-Anteil ebenfalls zweistellig. Käse liegt mit einem Bio-Anteil von 9,6 % etwas über dem Durchschnitt von 8,6 %. Niedrig ist der Anteil bei Fleisch und Wurst bei 4,5 bzw. 2,9 %. In den Supermärkten (inklusive Discounter) lag der mengenmäßige Anteil von Bio-Lebensmitteln im Jahr 2007 bei 5,2 %, gemessen am Umsatz im Jahr 2011 waren es 6,4 %, 2014 im Lebenshandel insgesamt bei 7 % (Frischprodukte ohne Backwaren, wertmäßig), wobei heute alle großen Ketten eigene Marken etabliert haben (Billa/Merkur (Rewe): Ja! Natürlich, Spar: Natur*pur, Hofer (Aldi): Zurück zum Ursprung / Natur aktiv, Lidl: Bio).
Die monatlichen Ausgaben für Bioprodukte pro Haushalt stiegen in den letzten Jahren von durchschnittlich 93 Euro im Jahr 2011 auf circa 191 Euro im Jahr 2020. Bei den Pro-Kopf-Ausgaben für Bioprodukte liegt Österreich mit 287 Euro an dritter Stelle weltweit (hinter der Schweiz mit 441 Euro und Dänemark mit 369 Euro). Die Akzeptanz eines Mehrpreises für Bioerzeugnisse liegt bei 60 %.
Der Anteil von Bio-Lebensmitteln am gesamten Lebensmittelhandel in Österreich nimmt seit Jahren stetig zu und hat 2024 sogar einen neuen Höchststand erreicht. Laut aktuellen Daten beträgt der mengenmäßige Bio-Marktanteil in Österreich 13 % aller Lebensmitteleinkäufe, während der wertmäßige Anteil im Lebensmitteleinzelhandel bei rund 11,4 % liegt. Damit hat sich der Bio-Anteil am Umsatz im Lebensmitteleinzelhandel in den letzten zwei Jahrzehnten verdreifacht – von 3,8 % im Jahr 1997 auf 11,4 % im Jahr 2024.
Die gute Entwicklung liegt neben frühen Pionierleistungen Einzelner primär an dem Bio-Aktionsprogramm des Lebensministeriums (BLFUW), das seit 2001 unter Schüssel die Ökologisierung der kleinstrukturierten Landwirtschaft Österreichs forciert. Zentrales Instrument ist das Österreichische Programm für umweltgerechte Landwirtschaft (ÖPUL). Das staatliche Label der Bioprodukte ist das AMA-Biosiegel. Etwa 70 % der Biobauern werden durch die Bio Austria vertreten.

#### Dänemark
Der Gesamtwert der Ausfuhren an ökologisch erzeugten Agrarrohstoffen beziehungsweise Lebensmitteln belief sich 2017 auf umgerechnet 395,4 Millionen Euro. Dies entspricht einer Steigerung von 21 % gegenüber dem Vorjahr. Die Hauptabnehmerländer waren Deutschland (42 %), Schweden (16 %) und China (10 %). Milcherzeugnisse machten mit 160,8 Millionen Euro etwa 41 % der gesamten Ausfuhren aus. Es folgten Fleisch und Fleischwaren mit 44,9 Millionen Euro, sowie Obst und Gemüse mit 53,1 Millionen Euro. Die Einfuhren sind im selben Jahr um fast 22 % auf 522,6 Millionen Euro gestiegen. Dies liegt unter anderem auch am höheren Bedarf an Importfuttermitteln. 2018 wurden in Dänemärk 10,5 % der gesamten landwirtschaftlichen Nutzfläche ökologisch bewirtschaftet. 2021 hatte Dänemark mit rund 13 % den höchsten Biomarktanteil am gesamten inländischen Lebensmittelmarkt.

#### Frankreich
In Frankreich wurden 2017 Bioprodukte im Wert von 8,37 Milliarden Euro verkauft. Dies entspricht einer Zunahme von 17 % gegenüber dem Vorjahr. 8,3 % aller Betriebe wirtschafteten nach biologischen Kriterien. An der gesamten landwirtschaftlichen Nutzfläche hatte die Biofläche einen Anteil von 6,6 %. 2018 hat die Biofläche um 17 % auf rund 2,04 Millionen Hektar zugenommen; davon 532.000 Hektar bei Umstellungsbetrieben. Insgesamt wurden 41.623 Biobetriebe gezählt und der Bioflächenanteil ist auf 7,5 % angestiegen. 2019 ist die Anbaufläche auf rund 2,3 Millionen Hektar angewachsen, was 8,5 % der landwirtschaftlichen Nutzfläche entspricht. Im selben Jahr ist der Umsatz mit Bio-Lebensmittelumsatz auf 11,9 Milliarden Euro angestiegen, was 6,1 % der Lebensmittelkäufe in Frankreich entspricht. 2021 war Frankreich der drittgrößte Biomarkt der Welt, nach den USA und Deutschland.
Im Regierungsprogramm Ambition Bio 2022 hat sich Frankreich 2018 vorgenommen, der Anteil der Biofläche in Frankreich bis 2022 auf 15 % zu heben.

### Schweiz
Die 1883 geborene Mina Hofstetter gilt als eine Pionierin des Biolandbaus und der viehlosen Landwirtschaft in der Schweiz.
1992 wurde der Biolandbau als «förderungswürdige Produktionsform» in das Landwirtschaftsgesetz aufgenommen und somit staatlich anerkannt. 1997 ist die Verordnung über die biologische Landwirtschaft und die Kennzeichnung biologisch produzierter Erzeugnisse und Lebensmittel (Bio-Verordnung) des Bundes erschienen, welche am 1. Januar 1998 in Kraft trat. Diese Schweizer Bio-Verordnung definiert die Grundsätze für landwirtschaftliche Erzeugnisse und Lebensmittel, welche als Bio-Produkte gekennzeichnet werden. Der Branchenverband Bio Suisse appellierte an die Politik, mehr finanzielle Mittel zur Verfügung zu stellen, da gemäß Argrarbericht 2009 nur 1,1 % der Direktzahlungen in den Bio-Landbau geflossen sind.
Mit 6638 Bio-Betrieben wurde 2017 ein Plus von 5 % verzeichnet. Gemäß der Erhebung des Bundesamts für Statistik befinden sich 63 % davon in der Bergzone. Die auf 4100 Betriebe verteilte Gemüsebaufläche (12 600 ha) wächst seit mehreren Jahren stark. Zwischen 2012 und 2017 hat sie um 24 % zugenommen. 2017 erstreckte sich die landwirtschaftliche Nutzfläche über 1,05 Millionen Hektaren. Davon wurden 14 % biologisch bewirtschaftet (151 400 ha; entspricht etwa der Fläche des Kanton Luzern). Im Jahr 2019 hatte der Kanton Graubünden mit 65,76 % seiner landwirtschaftlichen Nutzfläche, den größten Anteil an biologischer Landwirtschaft. Die durchschnittliche Größe der ökologischen Betriebe lag 2017 bei 22,8 Hektaren, die konventionellen Betriebe hatten hingegen eine etwas kleinere durchschnittliche Größe von 19,9 Hektaren. Per Anfang 2018 haben sich 386 Betriebe dazu entschieden, auf Bio-Landbau umzustellen. Ende 2018 wurden 7032 Bio-Betriebe gezählt und 7284 per Ende 2019. Die biologisch bewirtschaftet Fläche hat nun einen Anteil von 16 % an der gesamten landwirtschaftlichen Nutzfläche.
Zwischen September 2017 und August 2018 ist der Umsatz mit Bioprodukten erneut stark angestiegen. 2018 um 13,3 % auf über 3 Milliarden Sfr., was 9,9 % des Lebensmittelmarktes in der Schweiz entspricht. Davon hatte der klassische Lebensmitteleinzelhandel einen Marktanteil von rund 80 %. Im Gegenzug machte sich bei den Produkten aus der konventionellen Landwirtschaft ein Umsatzrückgang bemerkbar. Im Jahr 2021 wuchs der Bio-Umsatz auf über 4 Milliarden Sfr.

### Russland
2016 wurden hauptsächlich Getreide (23 %), Obst und Gemüse (22 %), Milchprodukte (13 %) sowie Fleisch und Fleischprodukte (11 %) produziert. Da Bioprodukte in Russland um ein Vielfaches teurer sind als nichtbiologische, liegen die größten Märkte mit mehr als 70 % des Gesamtumsatzes in Moskau und Sankt Petersburg.

## Geschichte und Strömungen
Als Beginn der Entwicklung des modernen ökologischen Landbaus kann der im Juni 1924 auf dem Gut des Grafen von Keyserlingk in Kobierzyce bei Wrocław veranstaltete „Bauernkurs“ gelten, der mit der biologisch-dynamischen Landwirtschaft begann. Die Einführung synthetischer Düngemittel nach dem Ersten Weltkrieg veranlasste eine Gruppe von Wissenschaftlern und Großgrundbesitzern dazu, die Zukunft der Landwirtschaft im Einklang mit den Rhythmen der Natur neu zu überdenken. Der von Rudolf Steiner geleitete internationale „Bauernkurs“ gilt als der Beginn eines neuen Systems der biodynamischen Landwirtschaft, das sich weltweit entwickelt hat. Einer der ersten biodynamischen Bauernhöfe war der von Stanisław Karłowski, Gutsbesitzer und Senator des polnischen Senats der dritten Wahlperiode (1930–1935) mit einer Fläche von 1764 ha in Szelejewo.
Die Industrialisierung der Landwirtschaft und der weit verbreitete Einsatz von synthetischen Düngemitteln und Pflanzenschutzmitteln ermöglichten es in den hoch entwickelten Ländern, die Ernteerträge im Vergleich zur Zeit vor dem Zweiten Weltkrieg erheblich zu steigern.
Als Reaktion darauf entstand im Anschluss an die UN-Konferenz „Umwelt und Entwicklung“ in Rio de Janeiro 1992 in dem Dokument „Agenda 21“ das Konzept einer wirtschaftlich, ökologisch und sozial nachhaltigen Landwirtschaft, die nach ihren Annahmen keine Bedrohung für die biologische Vielfalt darstellt und indirekt zu einer sparsamen Nutzung der Umwelt beiträgt.

### Die Anfänge des ökologischen Landbaus
Viele vormoderne landwirtschaftliche Anbauweisen sowie einige heute noch existierende Formen der traditionellen Subsistenz-Landwirtschaft in Entwicklungsländern ähneln der ökologischen Landwirtschaft in der Nichtanwendung bestimmter Technologien (Mineraldünger, bestimmte Pflanzenschutzmittel), jeweils ohne dabei kontrolliert biologisch zu sein.
Abgesehen von der bereits 1786 von Johann Christian Schubart eingeführten Fruchtfolgewirtschaft mit Kleeanbau als Gründünger und Beginn der Düngung mit Dung durch Stephan Gugenmus (um 1769) reichen die Anfänge des ökologischen Landbaus im engeren Sinne in die 1920er Jahre zurück, die Zeit der sogenannten Lebensreform-Bewegung. Diese war eine Reaktion auf die zunehmende Urbanisierung und Industrialisierung um die Jahrhundertwende und die damit einhergehenden sozialen Probleme. Zudem strebte die Lebensreformbewegung als Gegenpol zur „Unnatürlichkeit“ der städtischen Lebensverhältnisse eine „Rückkehr zu einer naturgemäßen Lebensweise“ und in Bezug auf die Landwirtschaft das Siedeln auf dem Land mit Selbstversorgung durch Obst- und Gartenbau, vegetarische und qualitativ hochwertige Ernährungsweise sowie den Verzicht auf industrielle Hilfsmittel an. Zudem stützte sich die Bewirtschaftung bezüglich der Bodenbewirtschaftung und Nahrungsmittelqualität auf Erkenntnisse biologisch ausgerichteter Landbauwissenschaften. Aus dem Gedankengut der Lebensreform-Bewegung entwickelte sich in den 1920er und 30er Jahren das Landbausystem „Natürlicher Landbau“. Die wissenschaftlichen Grundlagen lieferte der österreich-ungarische Botaniker und Mikrobiologe Raoul Heinrich Francé im Jahre 1913 mit seiner Veröffentlichung Das Edaphon. Untersuchungen zur Oekologie der bodenbewohnenden Mikroorganismen. Im Jahre 1922 erschien eine populärwissenschaftliche Fassung unter dem Titel Das Leben im Ackerboden. Diese Fassung wurde vom Kosmos-Verlag als Vierteljahresgabe an die Leser seiner Monatszeitschrift ausgeliefert und erlangte eine große Verbreitung auch außerhalb von Fachkreisen. Zur Weiterentwicklung des „Natürlichen Landbaus“ trug insbesondere Ewald Könemann (1899–1976) ab 1925 bei, der die Konzepte in seinem dreiteiligen Werk Biologische Bodenkultur und Düngewirtschaft 1939 zusammenfasste. Die 1925 von Walter Rudolph gegründete Zeitschrift Bebauet die Erde, deren Schriftleiter und Herausgeber seit 1928 Ewald Könemann war, unterstützte dieses ökologische Landbausystem. Sie diente dem Informationsaustausch und der Beratung und bot ein Forum für Landwirte, das sich mit Fragen der Forschung beschäftigte. Von diesem Zeitpunkt an sind bis heute im Wesentlichen zwei Hauptströmungen der ökologischen Landwirtschaft auszumachen, die sich größtenteils parallel entwickelt haben. Auf der einen Seite ist dies die „biologisch-dynamische Wirtschaftsweise“; sie beruht auf Vorstellungen der anthroposophischen Weltanschauung. Ihre Grundsätze blieben im Wesentlichen bis heute erhalten, wurden jedoch durch naturwissenschaftliche Erkenntnisse ergänzt sowie in ihrer Anwendung stetig weiterentwickelt. Der Verband Demeter ist der einzige Vertreter der biologisch-dynamischen Wirtschaftsweise. Auf der anderen Seite steht der „organisch-biologische Landbau“, der in den 1950er Jahren aus der Schweizer Heimatbewegung entstand, aber auch Wurzeln in der Lebensreform der 1920er Jahre sowie im biologisch-dynamischen Landbau hat. Im Laufe der Zeit wurde der organisch-biologische Landbau durch neue Konzepte und wissenschaftliche Erkenntnisse ergänzt und erweitert und ist heute mit der gängigen ökologischen Landbaupraxis zu identifizieren, der sich die ökologischen Anbauverbände (mit Ausnahme von Demeter) verschrieben haben.

### Biologisch-dynamische Wirtschaftsweise
Die Grundlage der biologisch-dynamischen Wirtschaftsweise bildet die Vortragsreihe „Geisteswissenschaftliche Grundlagen zum Gedeihen der Landwirtschaft“, die der Begründer der Anthroposophie, Rudolf Steiner, im Juni 1924 auf Gut Koberwitz bei Breslau hielt. In diesem „Landwirtschaftlichen Kurs“ stellte Rudolf Steiner kein erprobtes und ausgereiftes Konzept der ökologischen Landwirtschaft vor, sondern gab lediglich Anstöße für anthroposophisch fundierte Methoden der Landbewirtschaftung. Noch während der Vortragsreihe wurde der Landwirtschaftliche Versuchsring der Anthroposophischen Gesellschaft gegründet, der in den Folgejahren die Arbeit der angeschlossenen ‚Versuchsbetriebe’ koordinierte und auswertete. Die anfängliche „biologisch-dynamische“ Produktionsmethode ist seit 1924 Bestandteil des ökologischen Demeter-Anbauverbandes. Ziel war es, die theoretischen Erkenntnisse in die Praxis umzusetzen und Erfahrung zu gewinnen. Inwieweit Rudolf Steiner die Schriften von Francé selber kannte und verwendete, lässt sich nicht mehr nachvollziehen.
Hieraus und durch nachfolgende Facharbeiten entwickelte sich die biologisch-dynamische Wirtschaftsweise. Die aus der anthroposophischen Naturanschauung heraus entwickelten Grundlagen beruhen in erster Linie auf ideellen Prinzipien und nicht nur auf naturwissenschaftlichen Erkenntnissen. So bildet die Grundlage der Alltagsarbeit und der Lebensarbeit in der Landwirtschaft ein persönliches Verhältnis zum Naturgeschehen. Der landwirtschaftliche Betrieb wird als eine lebendige Individualität angesehen, die als Betriebsorganismus auch nichtmateriellen übersinnlichen kosmischen Einflüssen unterliegt und deren Gestalt von den einzigartigen, lokalen Standortverhältnissen geprägt ist. Kosmische Äther- und Astralkräfte werden als Grundlage des irdischen Lebens und somit des Wachstums und der Entwicklung von Pflanzen angesehen. Durch spezielle Düngeverfahren sollen diese Kräfte gezielt gefördert werden. Auch soll der Betrieb in der Lage sein, sich weitgehend aus sich selbst heraus zu erhalten. Des Weiteren nimmt die Qualität von Lebensmitteln innerhalb der anthroposophischen Ernährungslehre einen zentralen Stellenwert ein, was die Bedeutung qualitativer Aspekte in der Landwirtschaft wie gesunde Pflanzen und Tiere, hochwertige Futtermittel und gesundes Saatgut bedingt. Hierzu zählt der Verzicht auf Mineraldünger. Diese anthroposophischen Grundsätze wurden in den 1950er Jahren durch sozioökonomische Konzepte ergänzt, die auf den Erhalt der bäuerlichen Lebensweise abzielten. Ebenfalls erst in den 1950er Jahren begann die biologisch-dynamische Wirtschaftsweise, die allgemein anerkannten naturwissenschaftlichen Erkenntnisse zu Bodenfruchtbarkeit und Humuswirtschaft zu integrieren. In den 1990er Jahren rückte der Betriebsorganismusgedanke sowie die Ausrichtung auf eine bäuerliche Lebenswelt zugunsten der Fragen des Naturschutzes und der Nachhaltigkeit in den Hintergrund, wobei die bisherige Landbaupraxis hinsichtlich umweltschonender Landbewirtschaftung erweitert und neu betrachtet wurde.
Der einzige biologisch-dynamische Anbauverband Demeter wurde in seiner heutigen Struktur als Vermarkter und Zertifizierer 1954 als Demeter-Bund e. V. (heute Demeter e. V.) gegründet. Allerdings geht seine Geschichte bis auf die Anfänge der biologisch-dynamischen Bewegung zurück. So wurde bereits 1928 das heute international geschützte Markenzeichen „Demeter“ eingeführt, dem heute das Markenzeichen „Biodyn“ beigestellt ist, beide aus dem Umfeld der Anthroposophie.

### Organisch-biologische Landwirtschaft
Angestoßen durch den Natürlichen Landbau der Lebensreformbewegung sowie durch das Konzept der biologisch-dynamischen Wirtschaftsweise entwickelten Bäuerinnen und Bauern der schweizerischen Bauernheimatbewegung in den 1940er und 1950er Jahren den organisch-biologischen Landbau als eigenständiges ökologisches Landbausystem. Aufbauend auf ihren Erfahrungen und unter Leitung von Hans Müller (1891–1988) und seiner Frau Maria (1894–1969) war das Ziel der Heimatbewegung, die bäuerliche Lebensweise in der industrialisierten Welt vor dem Untergang zu bewahren. Aus dem christlichen Glauben leiteten Maria und Hans Müller die Verantwortung der Landwirtschaft gegenüber der Familie als Lebensgemeinschaft und Tradition sowie gegenüber der Natur als Heimat und Schöpfung ab. Zudem flossen Ewald Könemanns Ansätze zu einer ökologischen Landbewirtschaftung in das Konzept ein.
Die theoretische Grundlage des organisch-biologischen Landbaus lieferte der deutsche Arzt und Mikrobiologe Hans Peter Rusch (1906–1977), der 1951 zu den Müllers stieß. Seine Forschungsarbeiten lieferten neue Erkenntnisse über die Bodenmikrobiologie, deren Kreisläufe und die damit zusammenhängende Bodenfruchtbarkeit und wurden als Naturhaushaltkonzept des „Kreislaufs der lebendigen Substanz“ in den organisch-biologischen Landbau eingegliedert.
Dieses ökologische Landbausystem breitete sich in Deutschland ab den 1960er Jahren aus. Erstmals stellten Betriebe auf die organisch-biologische Wirtschaftsweise um, und im Zuge dessen wurde 1971 der Verein „bio gemüse e. V.“ gegründet, aus welchem der Anbauverband Bioland hervorging. Das beschriebene System bildete die Grundlage für die weitere Entwicklung des ökologischen Landbaus in Deutschland, unter Ausnahme der sich eigenständig entwickelnden biologisch-dynamischen Wirtschaftsweise. Der Schweizer Ernst Götsch entwickelte die Konzepte von Hans Müller und Hans Peter Rusch unter Einbezug der natürlichen Sukzession in Brasilien zum syntropischen Landbau weiter.

### Entwicklung des ökologischen Landbaus bis heute
Angesichts der sozialen, ökonomischen und vor allem ökologischen Folgen der chemisch-technischen Intensivierung der Landbewirtschaftung und der aufkeimenden Umweltbewegung gewann der ökologische Landbau in den 1970er und 1980er Jahren in Gesellschaft und Landwirtschaft an Bedeutung. Auf internationaler Ebene gründete sich 1972 die Internationale Vereinigung der ökologischen Landbaubewegungen (IFOAM). In Deutschland wurden, insbesondere durch die Stiftung Ökologie & Landbau, zahlreiche Publikationen zum Thema ökologischer Landbau verlegt, und es kam zur Gründung weiterer Anbauverbände, z. B. Biokreis (1979) oder Naturland (1982). Nachdem 1984 erste gemeinsame Rahmenrichtlinien zum Ökolandbau in Deutschland verabschiedet wurden, gründete sich 1988 die Arbeitsgemeinschaft Ökologischer Landbau (AGÖL) als Dachverband der Anbauverbände in Deutschland.
In den folgenden Jahren verbreitete sich der ökologische Landbau schnell. Einen maßgeblichen Beitrag hierzu leisteten nach der Wiedervereinigung die großflächigen ostdeutschen Betriebe sowie die staatliche Förderung seit 1989 im Rahmen des EG-Extensivierungsprogramms, seit 1994 durch die EG-Verordnung 2078/92 und seit 2000 durch die EG-Verordnung 1257/1999. 1991 wurden mit dieser EU-Öko-Verordnung erstmals gesetzliche Standards für Bioprodukte, zunächst für pflanzliche und seit 1999 für tierische Erzeugnisse, festgelegt. Im Jahr 2000 kam es zur Einführung eines einheitlichen europäischen Biosiegels, das freiwillig verwendet werden konnte. 2010 wurde es durch ein neues europäisches Siegel ersetzt, mit dem alle Bioprodukte gekennzeichnet werden müssen. Das 2001 eingeführte deutsche Biosiegel verliert mit der verpflichtenden Kennzeichnung durch das EU-Biosiegel an Bedeutung. 2002 löste sich die AGÖL auf und wurde durch den neuen branchenübergreifenden Spitzenverband aller Anbau-, Verarbeitungs- und Handelsverbände „Bund Ökologische Lebensmittelwirtschaft“ (BÖLW) ersetzt.
Eine bedeutende Rolle für die weitere Entwicklung des Ökolandbaus in Deutschland spielte das „Bundesprogramm ökologischer Landbau“ (BÖL), über das Mittel zur Förderung der ökologischen Landwirtschaft vergeben wurden (jährlich 35 Mio. Euro ab 2023). Die Ampelregierung hat sich in ihrem Koalitionsvertrag von 2021 einen Flächenanteil des ökologischen Landbaus in Deutschland von 30 % bis 2030 zum Ziel gesetzt. Um diesem Ziel näher zu kommen, fordert der Rat für nachhaltige Entwicklung, mehr Forschungsgelder für den Ökolandbau bereitzustellen und den Ökolandbau als „Gold-Standard“ für das Leitbild einer nachhaltigen Landwirtschaft zu etablieren. Dieses Ausbauziel wurde während der Zeit der rot-grünen Bundesregierung (1998 bis 2005) durch die Ministerin Künast ausgegeben und war Bestandteil der damals geforderten „Neuausrichtung der Agrarpolitik“, welche unter dem Begriff „Agrarwende“ bekannt wurde.
2013 gab die Regierung von Bhutan bekannt, dass sie als erstes Land der Welt auf 100 % ökologische Anbauweise umstellen wolle, setzte sich dafür aber keine Zeitvorgaben.
Laut dem IFOAM-Jahresbericht 2014 betrug die Anbaufläche für ökologische Produkte 2012 37,5 Millionen Hektar, was etwa 0,87 % der globalen Ackerflächen entspricht. Der Markt für Bio-Agrarprodukte betrug im selben Jahr 63,8 Milliarden US-Dollar. Die drei größten Märkte waren dabei in dieser Reihenfolge die USA, Deutschland und Frankreich. 88 Länder haben verbindliche Regulierungen zum Bio-Landbau und in 164 gibt es Bio-Siegel. Allein in Nürnberg gibt es über 2.000 zertifizierte Bio-Betriebe.
2016 gaben deutsche Haushalte rund 9,9 % mehr Geld für Bio-Lebensmittel und -Getränke aus als im Vorjahr. Der Umsatz betrug 9,48 Mrd. EUR, so der Bund Ökologische Lebensmittelwirtschaft (BÖLW). Der deutsche Naturkosmetikmarkt ist mit einem Marktanteil von 8,5 % und einem Volumen von 1,15 Mrd. EUR der stärkste Markt in Europa, so die gemeinsame Erhebung von naturkosmetik konzepte, GfK, IRI, IMShealth und BioVista.
Das Konzept des ökologischen Landbaus entstand in hochindustrialisierten Ländern, in denen die landwirtschaftliche Produktion besonders weit entwickelt ist, so dass Überschüsse an landwirtschaftlichen Erzeugnissen vorhanden sind. Darüber hinaus sind hier die Ökobewegung und das öffentliche Bewusstsein von großer Bedeutung.
In Deutschland haben sich verschiedene Zweige des ökologischen Landbaus entwickelt, unter anderem der biologisch-dynamische und der organisch-biologische Landbau. Im Jahr 2021 gab es in Europa rund 442.000 Biobetriebe, davon rund 378.000 in der EU. Italien ist das Land mit den meisten Biobetrieben – rund 75.000. 2021 gab es in der EU rund 15,6 Millionen ha ökologisch bewirtschaftete Fläche, davon rund 2,7 Millionen ha in Frankreich, 2,6 Millionen ha in Spanien und 2,1 Millionen ha in Italien.
Im Jahr 2021 gab es in den USA etwa 17.000 Biobetriebe mit einer Gesamtfläche von etwa 2,3 Mio. ha und einem Umsatz von etwa 57 Mrd. USD auf dem Markt für ökologische Lebensmittel.
In Polen gab es im Jahr 2021 etwa 19.900 Biobetriebe mit einer Fläche von etwa 0,55 Mio. ha.
Die Entwicklung des ökologischen Landbaus im Zeitraum 2021–2027 wird durch den „Rahmenaktionsplan für ökologische Landwirtschaft und ökologisch erzeugte Lebensmittel in Polen“ unterstützt, der darauf abzielt, die ökologische Erzeugung zu entwickeln, einschließlich der Entwicklung des Marktes für ökologische Erzeugnisse in Polen, und bis 2030 mindestens 7 % der landwirtschaftlichen Fläche für die ökologische Erzeugung bereitzustellen.

### Kontrollsystem im ökologischen Landbau
Für die Verbraucher ist es sehr wichtig, dass sich alle Bio-Erzeuger, sowohl Landwirte als auch Verarbeiter, freiwillig einem Kontrollsystem unterwerfen, um sicherzustellen, dass die als Bio-Produkte angebotenen Erzeugnisse tatsächlich die in den Verordnungen festgelegten Anforderungen erfüllen. Im polnischen Kontrollsystem für den ökologischen Landbau werden die Kontrollen von Zertifizierungsstellen durchgeführt und vom Hauptinspektor für die kommerzielle Qualität von landwirtschaftlichen Erzeugnissen und Lebensmitteln beaufsichtigt.
Alle Unternehmen in der Produktions- und Vertriebskette, mit Ausnahme der Einzelhandelsgeschäfte, die verpackte und gekennzeichnete Erzeugnisse an Verbraucher oder Endverbraucher verkaufen, müssen am Kontrollsystem für den ökologischen Landbau teilnehmen.
Bei landwirtschaftlichen Betrieben werden alle Parzellen, Einrichtungen und Lager mindestens einmal im Jahr von Inspektoren der Zertifizierungsstellen kontrolliert. Auch die Aufzeichnungen und Kaufbelege für Dünge- und Pflanzenschutzmittel werden überprüft. Die Inspektoren können Proben von Pflanzen, Boden, Produkten oder Futtermitteln nehmen. Nach der Inspektion, der Überprüfung des Inspektionsberichts und zusätzlicher Unterlagen entscheidet die Stelle über die Zertifizierung der Erzeugnisse.
Ein Muster des Antragsformulars ist auf der Website der Inspektion für Agrar- und Lebensmittelqualität zu finden.

### Rechtsgrundlage in Polen
Der Sejm der Republik Polen hat das Gesetz vom 23. Juni 2022 über den ökologischen Landbau und die ökologische Produktion verabschiedet, das in erster Linie das Zertifizierungssystem in Polen definiert und die im EU-Recht genannten Bereiche regelt.
Seit Mai 2004 (Beitritt Polens zur Europäischen Union) werden die Grundprinzipien des ökologischen Landbaus in Polen durch EU-Recht geregelt – aktuell durch die Verordnung (EU) 2018/848 des Europäischen Parlaments und des Rates vom 30. Mai 2018 über die ökologische/biologische Produktion und die Kennzeichnung von ökologischen/biologischen Erzeugnissen und zur Aufhebung der Verordnung (EG) Nr. 834/2007 des Rates (ABl. L 150 vom 14. Juni 2018, S. 1) sowie die auf ihrer Grundlage erlassenen delegierten Verordnungen und Durchführungsverordnungen (derzeit ca. 30 Rechtsakte - Stand 28. Februar 2023).

## Produktionsstandards
Die ersten ökologischen Produktionsstandards wurden Mitte des 20. Jahrhunderts von Anbauverbänden geschaffen. Die ersten gesetzlichen Verordnungen entstanden in den 1980er Jahren in Österreich und Frankreich. 1991 etablierte die EU mit 2092/91 ihre erste Verordnung. In den 1990er Jahren etablierten mehrere europäische sowie lateinamerikanische und asiatische (inkl. Japan) Staaten gesetzliche Standards. Die Schweiz führte 1997, Indien 2001, die USA 2002, China 2005 und Kanada 2006 (noch nicht umgesetzt) gesetzliche Standards ein. In der EU wurde eine überarbeitete Version am 1. Januar 2009 wirksam. Diese Standards werden gleichfalls in einigen Nicht-EU-Staaten umgesetzt. Bisher haben 69 Staaten gesetzliche Standards für ökologische Landwirtschaft implementiert, und 21 weitere Staaten arbeiten daran. Weltweit gibt es knapp 500 Zertifizierungs-Organisationen. Davon sind 37 % in Europa, 31 % in Asien und 18 % in Nordamerika. Die Staaten mit den meisten Zertifizierungs-Organisationen sind die USA, Japan, Südkorea, China und Deutschland. Die 2003 gegründete International Task Force on Harmonisation and Equivalence in Organic Agriculture bemüht sich um eine Harmonisierung der verschiedenen Richtlinien.

### Anbauverbände

#### Grundlegendes
Im Folgenden seien einige entscheidende Punkte genannt, die den heutigen ökologischen Landbau der Anbauverbände charakterisieren sowie auf die Entwicklung der letzten Jahrzehnte Bezug nehmen. Diese Grundsätze beziehen sich auf beide in Deutschland vertretenen oben beschriebenen ökologischen Landbausysteme, wobei die konkrete Ausgestaltung der Grundlagen durchaus unterschiedlich ist.
- Der ökologische Landbau bezog sich zunehmend auf die Konzepte der Ökosystem-Theorie, die den Naturhaushalt über Stoff- und Energiekreisläufe beschreibt. Gekoppelt mit der ursprünglichen Idee der Selbstversorgung lässt sich daraus der in der ökologischen Landbaupraxis verfolgte Grundsatz der Kreislaufwirtschaft ableiten. Hiernach soll der Betrieb nach einer ganzheitlichen Auffassung idealerweise lediglich durch die Nutzung seiner eigenen Ressourcen gemäß den geschlossenen Stoffkreisläufen bewirtschaftet werden. Konkret heißt dies, dass Ackerbau und Viehhaltung aneinander gekoppelt sind: Auf der Ackerfläche werden neben Verkaufsfrüchten die benötigten Futterpflanzen für die Tierhaltung erzeugt, die pflanzlichen Abfälle und der tierische Dung werden wiederum der Ackerfläche als Dünger zugeführt.[119]
- Der Bodenbewirtschaftung und der damit verbundenen Bodenfruchtbarkeit kommt eine große Bedeutung zu, weshalb auf vielseitige Fruchtfolge und schonende Bodenbearbeitung gesetzt wird. Zur Düngung werden betriebseigene pflanzliche und tierische Abfallstoffe verwertet und organische oder in natürlicher Form vorliegende mineralische Dünger eingesetzt. Auf chemisch-synthetische Pflanzenschutzmittel wird weitgehend verzichtet und stattdessen auf natürliche Regulationsmechanismen zurückgegriffen.[119]
- Anfang der 1980er wurde die artgerechte Tierhaltung erstmals thematisiert und Konzepte dazu entwickelt.
- Die ökologische Landwirtschaft lehnt den Einsatz gentechnisch veränderter Organismen ab.[119]

#### Entwicklung
Die Mehrzahl der ökologischen Produzenten haben sich in verschiedenen Anbauverbänden zusammengeschlossen wie in der Bundesrepublik Deutschland beispielsweise Biokreis, Bioland, Biopark, Demeter, Gäa oder Naturland, welche durch ihre im Vergleich zur EU-Gesetzgebung nochmals strengeren Bestimmungen und Kontrollen dem Verbraucher zusätzliche Produktsicherheit garantieren. In der Schweiz ist Bio Suisse der größte Anbauverband, in Österreich Bio Austria.
Im Folgenden wird zunächst eine Übersicht über die in Deutschland agierenden Anbauverbände, ihre Struktur und Aufgaben gegeben. Um deren Entstehung und Ideologien nachzuvollziehen, wird anschließend die geschichtliche Entwicklung des Ökolandbaus in Deutschland erläutert und nachfolgend der heutige ökologische Landbau der Anbauverbände vorgestellt. Dabei sollen die bestehenden ideellen und praktischen Unterschiede der beiden ideologischen Strömungen innerhalb der Biobranche herausgearbeitet werden. Zum Ökolandbau gemäß EU-Kriterien siehe diesen Abschnitt: dort findet sich ein Richtlinienvergleich, der die EG-Kriterien vom ökologischen Landbau der Anbauverbände abgrenzt.
Als Interessengemeinschaft ökologisch wirtschaftender Landwirte gegründet, haben sich die Anbauverbände als Vertreter von Erzeugern, Verarbeitern und Vermarktern der Biobranche in Politik und Gesellschaft mit dem vorrangigen Ziel der Ausweitung und Weiterentwicklung des ökologischen Landbaus etabliert. Durch breite Netzwerke bestehender Infrastrukturen und Leistungen wie Beratung und Fortbildung bieten sie einerseits ihren Mitgliedern Entwicklungs-, Austausch- und Absatzmöglichkeiten. Andererseits sorgen Richtlinien und Labels für Qualitätssicherung und deren Kommunikation nach außen.
| Name            | Gründungs- jahr | Beschreibung                                                            | Logo                   |
| --------------- | --------------- | ----------------------------------------------------------------------- | ---------------------- |
| Biokreis        | 1979            | Verband für ökologischen Landbau und gesunde Ernährung                  | Biokreis-Markenzeichen |
| Bioland         | 1971            | Verband für organisch-biologischen Anbau                                |                        |
| Biopark         | 1991            | Fleisch produzierende Betriebe, Schwerpunkt nordöstliche Bundesländer   |                        |
| Demeter         | 1928            | Einziger Verband für biologisch-dynamischen Anbau, weltweit tätig       |                        |
| Ecoland         | 1996            | Regionaler Schwerpunkt Hohenlohe                                        |                        |
| Ecovin          | 1985            | Verband ökologischer Winzer                                             |                        |
| Gäa             | 1989            | Schwerpunkt neue Bundesländer                                           |                        |
| Naturland       | 1982            | Eine der weltweit größten Zertifizierungsorganisationen für Ökoprodukte |                        |
| Verbund Ökohöfe | 2007            | Schwerpunkt neue Bundesländer                                           |                        |

Im Jahre 1962 wurde die Stiftung Ökologie & Landbau in Deutschland gegründet. Diese koordinierte den Erkenntnis- und Erfahrungsaustausch nicht nur auf nationaler Ebene, sondern unterstützte maßgeblich den Aufbau der IFOAM (Internationale Vereinigung ökologischer Landbaubewegungen, Gründung 1972). Mit Bioland wurde 1971 der erste ökologische Erzeugerverband gegründet, 1979 dann Biokreis und 1982 Naturland.
Die zweite Ausdehnungsphase des ökologischen Landbaus in Deutschland erfolgte durch unterschiedliche Faktoren. Es entstanden regionale Initiativen, die vom Weltbund zum Schutz des Lebens und teilweise auch den Landwirtschaftskammern unterstützt wurden. Dies führte zum Beispiel 1980 in Niedersachsen zur Gründung eines „Versuchs- und Beratungsrings ökologischer Landbau“. 1984 wurden die gemeinsamen Rahmenrichtlinien zum Ökolandbau in Deutschland verabschiedet, welche wichtige erste rechtliche Grundlagen lieferten und halfen, den ökologischen Landbau zusätzlich zu strukturieren und zu regulieren. Die „Arbeitsgemeinschaft Ökologischer Landbau“ (AGÖL) als Dachverband der Verbände in Deutschland wurde 1988 gegründet.
Der sprunghafte Anstieg der ökologisch wirtschaftenden Betriebe wurde seit 1989 durch das EG-Extensivierungsprogramms, die seit 1994 geltende EG-Verordnung 2092/91 und seit 2000 durch die EG-Verordnung 1257/1999 gefördert. Zahlreiche politische Maßnahmen stimulierten diese Entwicklung und festigten das Anliegen der deutschen Agrarpolitik, den ökologischen Landbau zu stärken. Seit 1. Januar 2009 haben die Verordnung (EG) 834/2007 und die Durchführungsverordnung 889/2008 die alten EU-Bio-Verordnungen abgelöst.
Derzeit gibt es in Deutschland neun ökologische Anbauverbände, die sich in Größe, Tätigkeitsbereich und regionaler Ausbreitung unterscheiden. Darüber hinaus gibt es den national agierenden „Bund Ökologische Lebensmittelwirtschaft“ (BÖLW), in dem die meisten der Anbauverbände sowie weitere fachverwandte Institutionen organisiert sind. Auf internationaler Ebene wird die Biobranche durch den Dachverband „International Federation Of Organic Agriculture Movements“ (IFOAM) vertreten.
Nach der Gründung der „Pionierverbände“ Demeter für biologisch-dynamischen und Bioland für organisch-biologischen Anbau etablierten sich Anfang der 1980er Jahre mit zunächst Biokreis und dann Naturland zwei weitere, inzwischen bundesweit tätige Anbauverbände. In Verbindung mit dem wachsenden Interesse an der Biobranche wurden vorrangig in den neunziger Jahren weitere Verbände gegründet, die produktbezogene (Ecovin) oder regionale (Gäa, Biopark, Ecoland und Verbund Ökohöfe) Schwerpunkte setzen.

#### Struktur und Aufgaben
Den Hauptanteil der Mitglieder der Verbände stellen Erzeugerbetriebe, daneben haben sich Fördermitglieder wie wissenschaftliche Institutionen oder Privatleute den Verbänden angeschlossen. Die Vertragspartner der Verbände wie Lebensmittelhersteller, Verarbeitungsbetriebe und Handelsunternehmen etablieren Absatz- und Vermarktungswege für die Verbandserzeugnisse. Die Einnahmequellen der Verbände ergeben sich im Wesentlichen aus den Mitgliedsbeiträgen und den Lizenzgebühren der Vertragspartner für die Nutzung des Verbandssiegels.
Durch die Zusammenarbeit mit fachverwandten Interessengruppen, gesellschaftlichen Organisationen und wissenschaftlichen Institutionen verfügen die Verbände teilweise über große Informationsnetzwerke sowohl zur internen Weiterentwicklung als auch zur Einflussnahme in Politik, Wirtschaft und Gesellschaft.
Des Weiteren ist allen Anbauverbänden die Herausgabe eigener Richtlinien für die Erzeugung und Verarbeitung im ökologischen Landbau gemein. An diese müssen sich ihre Mitglieder halten, was durch regelmäßige Kontrolle auf Einhaltung der Standards gewährleistet und mit der Möglichkeit einer Zertifizierung mit dem verbandseigenen Label belohnt wird. Die Richtlinien der jeweiligen Verbände ähneln einander sehr in Inhalt und Ausführung. Jedoch liegen ihnen teils verschiedene Grundsätze und Ideologien zugrunde, was aus der Entwicklung des ökologischen Landbaus hervorgeht. Bei der Erarbeitung der EU-Öko-Verordnung und deren Richtlinien für die ökologische Landwirtschaft wurde auf diese privatwirtschaftlichen Standards der Anbauverbände zurückgegriffen, jedoch gehen Letztere klar über den gesetzlichen Standard hinaus.
Sowohl die EU-Öko-Verordnung als auch die verbandsinternen Regelungen verlangen eine jährliche Überprüfung der Einhaltung der jeweiligen Richtlinien. Die EU-Bio-Zertifizierung wird vom Fachpersonal staatlich zugelassener, privatwirtschaftlicher Kontrollstellen durchgeführt. Die Kontrollstellen übernehmen gegebenenfalls im Auftrag des kontrollierten Betriebs oder des jeweiligen Verbands die Zertifizierung nach den Verbandsrichtlinien. Der Betrieb ist nach erfolgreicher Kontrolle und Ausstellung eines Zertifikats dazu berechtigt, seine Waren mit einem Bio-Siegel zu kennzeichnen. Sofern die Vertragspartner des Verbandes das Verbandssiegel ebenfalls nutzen wollen, erstrecken sich die Richtlinien und das beschriebene Kontrollsystem auf diesen Teil der Wertschöpfungskette.
Aus dem übergeordneten Ziel der Weiterentwicklung und Verbreitung des ökologischen Landbaus ergibt sich ein vielfältiges Aufgabengebiet für die Verbände. In ihrer Beratungsfunktion stellen die Verbände ihren Mitgliedern und Vertragspartnern ein breites Informations- und Betreuungsangebot zu Fragen der ökologischen Produktion, des Öko-Marktes und der Agrarpolitik zur Verfügung. Zusätzlich fungieren sie als Plattform für Erfahrungsaustausch und Kommunikation der Mitglieder und Partner untereinander, wobei konkrete Leistungen wie Konferenzen, Fortbildungen und Publikationen zu nennen sind. Einige Verbände unterstützen in diesem Zusammenhang gezielt Betriebe bei der Umstellung auf ökologische Wirtschaftsweise. Durch die Bindung der Vertragspartner sowie der Bereitstellung von Infrastrukturen und Distributionskanälen verbessern die Verbände einerseits die Absatzmöglichkeiten der Erzeuger für ihre Produkte sowie andererseits den Zugang der Vermarktungsseite zu ökologischen Erzeugnissen.
Einen weiteren großen Aufgabenbereich stellt die Öffentlichkeits- und Lobbyarbeit dar. Zum einen informieren die Verbände die Verbraucher oder Unternehmen, zum anderen versuchen sie durch Mitsprache und Organisation in Politik und Gesellschaft ihre Mitglieder zu vertreten und die Rahmenbedingungen für den ökologischen Landbau mitzugestalten.
Wie oben bereits ausgeführt stellt des Weiteren die Herausgabe und Weiterentwicklung von Richtlinien für Produktion und Verarbeitung, die Kontrolle auf deren Einhaltung und nachfolgender Zertifizierung sowie ggf. Sanktionierungsmaßnahmen bei Nichteinhaltung eine wesentliche Aufgabe der Verbände dar.

#### Dachverbände

Logo der IFOAM

Die Internationale Vereinigung der ökologischen Landbaubewegungen (IFOAM) wurde 1972 als internationaler Dachverband ökologischer Anbauverbände und Organisationen gegründet mit dem erklärten Ziel einer weltweiten Einführung ökologischer, sozialer und ökonomisch vernünftiger Systeme, die auf den Prinzipien der ökologischen Landwirtschaft beruhen. Dabei bietet sie eine gemeinsame Plattform für alle vertretenen Interessengruppen und ermöglicht somit in Konferenzen, Seminaren und Publikationen den Austausch von Erfahrung und Wissen zwischen den einzelnen Mitgliedern.
Neben der Formulierung und Ausarbeitung der Grundsätze der ökologischen Landwirtschaft erarbeitet die IFOAM ein Akkreditierungsprogramm als internationales System zur Qualitätsgarantie für Öko-Produkte. Dabei können sich Anbauverbände, die nach von der IFOAM entwickelten Kriterien und Richtlinien wirtschaften, zertifizieren lassen und erhalten somit einen internationalen Status als Öko-Zertifizierer. IFOAM vertritt die (zertifizierte) ökologische Landwirtschaft, ihre Prinzipien und Organisationen, in verschiedenen internationalen Institutionen und Organisationen.
Alle oben genannten Anbauverbände sind Mitglieder im IFOAM, wobei nicht alle durch IFOAM akkreditiert sind. 1988 wurde die „Arbeitsgemeinschaft Ökologischer Landbau“ (AGÖL) als Dachverband aller Öko-Anbauverbände in Deutschland gegründet. Die AGÖL legte in Rahmenrichtlinien den Mindeststandard für die Mitgliedsverbände fest und vertrat die Interessen ihrer Mitglieder und des ökologischen Landbaus durch Lobby- und Öffentlichkeitsarbeit. Nach dem aufeinander folgenden Austritt mehrerer Anbauverbände Anfang der 2000er Jahre legte die AGÖL 2002 ihre Arbeit nieder.
Im selben Jahr wurde der „Bund Ökologische Lebensmittelwirtschaft“ (BÖLW) gegründet und fungiert inzwischen als Spitzenverband nicht nur der Anbauverbände, sondern der Lebensmittelverarbeiter und Händler ökologischer Erzeugnisse. Anders als bei der AGÖL werden keine einheitlichen Richtlinien mehr erarbeitet, was letztendlich zur Auflösung der AGÖL beigetragen hat.
Der BÖLW fördert die Entwicklung der ökologischen Lebensmittelwirtschaft und vertritt die gemeinsamen Interessen seiner Mitglieder in Politik und Gesellschaft. Er hat sich daher zum Ziel gemacht, die allgemeinen politischen und gesellschaftlichen Rahmenbedingungen für diese Wirtschaftsform zu verbessern sowie im Besonderen die Qualitätssicherung für ökologische Produkte zu verfolgen und das Vertrauen der Verbraucher in ebendiese Produkte zu stärken.
Alle in Deutschland ansässigen Anbauverbände sind Mitglied im BÖLW, daneben ist der BÖLW selbst Mitglied im IFOAM.

### EU-Kriterien
Bis Anfang der 1990er Jahre gab es nur wenige ökologisch wirtschaftende Betriebe außerhalb der Anbauverbände. Die Verordnung (EWG) Nr. 2092/91 gab ihnen die Möglichkeit, nach staatlichen ökologischen Richtlinien zu produzieren. Dies sowie der Ausbau von Förderprogrammen seitens des Bundes ließ die Zahl der verbandsungebundenen Betriebe sprunghaft anwachsen. Seither steigt die Anzahl der Betriebe, die ausschließlich nach den in der EU-Öko-Verordnung festgelegten Kriterien wirtschaften, nach denen man seine landwirtschaftlichen Erzeugnisse oder seinen Betrieb mit „Bio“, „Öko“ etc. hervorheben darf.

#### Zugelassene Pflanzenschutzmittel
Gemäß der Durchführungsverordnung (EG) Nr. 889/2008 dürfen in der ökologischen Produktion nur die dort genannten Mittel und unter bestimmten Verwendungsvorschriften zum Pflanzenschutz verwendet werden. Die Durchführungsverordnung (EU) 2016/673 der Kommission aktualisierte diese Liste, welche die folgenden Substanzen enthält: Azadirachtin aus Azadirachta indica (Neembaum), Bienenwachs, bestimmte Grundstoffe, hydrolysiertes Eiweiß (ausgenommen Gelatine), Laminarin, Pheromone, Pflanzenöle, Pyrethrine aus Tanacetum cinerariifolium, die Pyrethroide Deltamethrin und Lambda-Cyhalothrin (nur als Lockmittel in Fallen gegen die Mittelmeer- und Olivenfruchtfliege), Quassia aus Quassia amara, Repellents tierischen oder pflanzlichen Ursprungs/Schafsfett, Mikroorganismen, Spinosad, Aluminiumsilikat (Kaolin), Calciumhydroxid, Kohlendioxid, Kupferverbindungen in Form von: Kupferhydroxid, Kupferoxychlorid, Kupferoxid, Bordeauxbrühe (Kupferkalkbrühe) und tribasischem Kupfersulfat (3 Cu(OH)2·CuSO4), Ethylen, Fettsäuren, Eisen(III)-phosphat, Kieselgur (Diatomeenerde), Schwefelkalk (Calciumpolysulfid), Paraffinöl, Kaliumhydrogencarbonat (Kaliumbicarbonat), Quarzsand und Schwefel.

## Sparten der ökologischen Landwirtschaft

### Ökologische Pflanzenproduktion

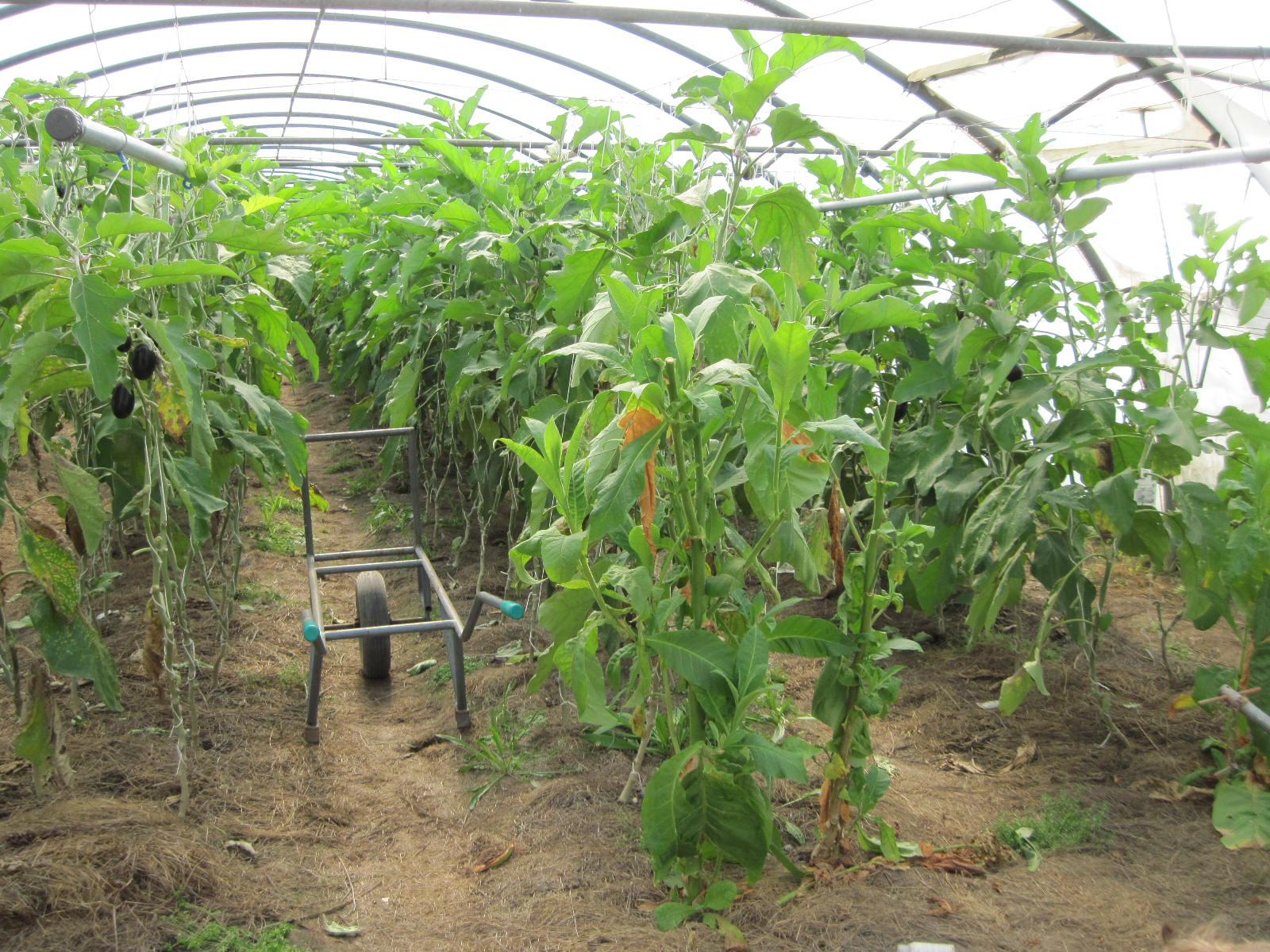
Ökologischer Gemüsebau im Folientunnel

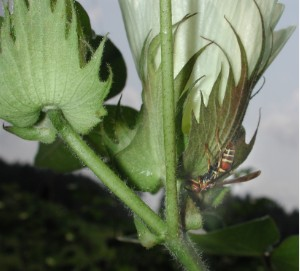
Biologische Schädlingsbekämpfung: Polistes-Wespe auf der Suche nach Baumwollschädlingen auf einer Farm in South Carolina

Bei der ökologischen Pflanzenproduktion wird auf Monokulturen und den Einsatz chemischer Syntheseprodukte, wie Fungizide, Herbizide und Insektizide, Kunstdünger, Wachstumsregulatoren und Antibiotika sowie gentechnisch veränderter Mittel und Produkte verzichtet. Stattdessen werden dem Boden nur durch Mist- oder Güllegaben und Gründüngung möglichst aus eigenen Mitteln Nährstoffe zugeführt (»Bevor ein Knospe-Betrieb Hofdünger von nichtbiologischen Betrieben zuführt, muss neu der Nachweis erbracht sein, dass innerhalb der Distanzlimiten keine Biohofdünger angeboten werden«) und ökologische Verfahren zur Schädlings- und Unkrautbekämpfung genutzt (mechanisch durch gezieltes Striegeln oder thermisch durch Abflammen). Die Verwendung von Pflanzenschutzmitteln ist stark eingeschränkt. Neben Pflanzenpräparaten (wie Brennnesseljauche, Schachtelhalm-, Wermut-, Algenextrakte), Pyrethrumextrakt (ohne chemisch-synthetische Pyrethroide) oder Ölemulsion auf der Basis von Paraffinölen, Pflanzenölen oder tierischen Ölen (ohne Beimischung chemisch-synthetischer Insektizide) sind für manche Einsatzgebiete in begrenztem Umfang genau definierte anorganische Schutzmittel (etwa bestimmte Kupfersalze als Saatgutbeizmittel oder Netzschwefel als Fungizid) zugelassen. Zur Vermeidung von Krankheiten und Schädlingen werden bevorzugt bewährte und robuste Sorten angepflanzt. Falls nötig und wenn möglich, wird auf Methoden der biologischen Schädlingsbekämpfung zurückgegriffen.
Der Einsatz von erdlosen Pflanzensubstraten (Hors-sol-Produktion) ist in der ökologischen Landwirtschaft nicht strikt untersagt. Ausnahmen gibt es für Pilze, Jungpflanzen, Zierpflanzen und Topfkräuter. In Schweden, Finnland und Dänemark wird die EU-Öko-Verordnung so ausgelegt, dass erdfreie Produktion mit natürlichen Substraten auch für den Gemüsebau zulässig ist. In Kanada und den USA, deren Biostandards von der EU als gleichwertig anerkannt wurden, müssen Biopflanzen ebenfalls nicht im Boden wachsen. (Stand: 2012)
Mittels spezieller Anbaumethoden wie Ecofarming oder Permakultur wird teilweise versucht, sich im Kulturanbau den Wachstumsmustern der Natur zu nähern, um mit möglichst geringem Fremdmitteleinsatz, etwa durch pfluglose Bodenbearbeitung zur Schonung der Bodenlebewesen, einen möglichst hohen Ernteertrag zu erzielen.

### Ökologische Tierzucht und Tierhaltung
Die ökologischen Erwägungen begannen bei der Agrarwirtschaft, nach und nach wurden die Vorgaben auf die Tierzucht und Tierhaltung übertragen. Seit dem 1. Januar 2009 gilt die EU-Bio-Verordnung, worin die Prinzipien und spezifischen Kontrollmaßnahmen zur ökologischen Erzeugung von Fleisch und weiterverarbeiteten Tierprodukten enthalten sind. Die Einbeziehung der Tierhaltung in die ökologische Landwirtschaft wurde durch den Druck der Verbraucher begünstigt, die ihrerseits durch die vielen alarmierenden Meldungen über Krankheiten und sonstige gesundheitsschädliche Vorgänge in der Nahrungsmittelindustrie aufgeschreckt wurden. Jedoch ist selbst die Massentierhaltung der ökologischen Landwirtschaft nicht von Tierseuchen ausgenommen, weshalb auch schon mal Gentech-Impfstoffe zugelassen werden (siehe Bio Suisse#Gentechnik). Außerdem können Abfälle aus der Pflanzenproduktion durch Tierhaltung besser verwertet werden (Kreislaufwirtschaft).
Die ökologische Viehwirtschaft basiert auf artgerechter Haltung, der Bevorzugung ökologischer Vielfalt, der Bevorzugung von Rassen, die sich ihrem Umfeld am besten angepasst haben, und der Widerstandsfähigkeit gegenüber Krankheiten; zudem ist einheimischen Rassen bei gleichen Voraussetzungen Vorrang einzuräumen. Es wird eine extensive Produktionsform vorgeschrieben. Der Zukauf von Futtermitteln ist reglementiert, und die Verfütterung von Tiermehl war bereits vor dem, derzeit (Stand 2013) nur Aquafarmen ausnehmenden, seit 2001 geltenden EU-Verbot nicht gestattet. Bei der EU-Bio-Verordnung dürfen max. 40–50 % Kraftfutter an Wiederkäuer verfüttert werden. Bei den Anbauverbänden wurden zum Teil tiefere Werte festgelegt, z. B. sind bei Bio Austria max. 15 % und bei Bio Suisse max. 10 % Kraftfutteranteil erlaubt. Ferner sind lange Lebendtransporte von Schlachtvieh über große Distanzen nicht erlaubt, wobei in diesem Punkt signifikante Unterschiede zwischen EU-Öko-VO und den Anbaubetrieben bestehen. Für die Schlachtung selbst gibt es keine bio-spezifische Richtlinien. Der Absatz der Erzeugnisse findet nach Möglichkeit unter den Gesichtspunkten eines regionalen Kreislaufs statt.
Anfang 2008 haben einige Futtermittelhersteller die Gesellschaft für oekologische Tierernährung e. V. (GOETE) gegründet.
Tierschutz
- Die Bestimmungen schreiben Unterkünfte in genügender Größe, ausreichende Belüftung und Helligkeit vor. Die ökologische Viehzucht lehnt Massenzuchtmethoden zur Ertragssteigerung, wie die Aufzucht von Tieren auf engstem Raum oder ständige Beleuchtung, ausdrücklich ab.
- Die Bewegungsfreiheit der Tiere muss in jedem Fall gewährleistet sein, und die natürlichen Aktiv- und Ruhephasen müssen respektiert werden.
- Die richtige Ernährung der Tiere basiert auf Produkten, die aus ökologischem Anbau stammen. Tierproteine dürfen weder direkt noch als Beimischung im Futter gefüttert werden. Bei Säugetieren ist die Einhaltung einer bestimmten Stillzeit vorgeschrieben.
- Um die Tiere gesund zu erhalten, soll gegen Infektionen und andere Krankheiten auf bestmögliche Weise vorgesorgt werden: Neben der Bevorzugung widerstandsfähiger Rassen müssen Faktoren wie ein an die Umweltbedingungen und baulichen Gegebenheiten angepasster Viehbestand und dessen ausgewogene Ernährung beachtet werden.
- Sollten sich trotz vorbeugender Maßnahmen Gesundheitsprobleme ergeben, werden umgehend Behandlungsmaßnahmen[138] eingeleitet, die die Anforderungen für Ökobetriebe erfüllen. Hierbei werden vorzugsweise pflanzliche oder homöopathische Mittel und Spurenelemente als Medikamente eingesetzt und der Gebrauch von synthetischen Chemieprodukten oder Antibiotika weitestgehend eingeschränkt. Letztgenannte Mittel dürfen in keinem Fall zu Vorbeugungszwecken eingesetzt werden.
- Ausdrücklich verboten ist jede Form von wachstumsfördernden oder ertragssteigernden Mitteln (z. B. Hormone). Außerdem werden Techniken abgelehnt, die der Synchronisierung der Fruchtbarkeitszyklen auf unnatürlichem Wege dienen, sowie die Übertragung von Embryos und gentechnische Veränderungen.
- Zudem gibt es Vorschriften über den richtigen Transport der Tiere: der Stress für die Tiere muss auf ein Minimum reduziert werden; Beruhigungsmittel für die Transportdauer sind verboten.

Die einzelnen Anbauverbände und Markenfleischprogramme unter den verschiedenen Öko- und Bio-Siegeln unterscheiden sich jedoch in einigen Punkten deutlich voneinander, besonders hinsichtlich Verbot oder Zulassung betäubungsloser Kastrationen und Enthornungen der Tiere.

### Ökolandbau und Biogas
Derzeit gibt es bundesweit schätzungsweise 180 Biogasanlagen, die von Betrieben des ökologischen Landbaus betrieben werden. Anders als bei konventionell wirtschaftenden Betrieben mit Biogasanlagen spielt der Mais als Energiepflanze für die Ökolandwirte nur eine recht geringe Rolle. Wichtiger sind hingegen Kleegras und Reststoffe wie Gülle und Mist. Der Ökolandbau bietet auch Anregungen für konventionell arbeitende Betriebe, was beispielsweise den Anbau von Zwischenfrüchten und Untersaaten oder den gleichzeitigen Anbau mehrerer Pflanzen betrifft. So können konventionelle Betriebe für ihren Energiepflanzenanbau von den Erfahrungen der Ökobetriebe profitieren.

## Umweltwirkungen

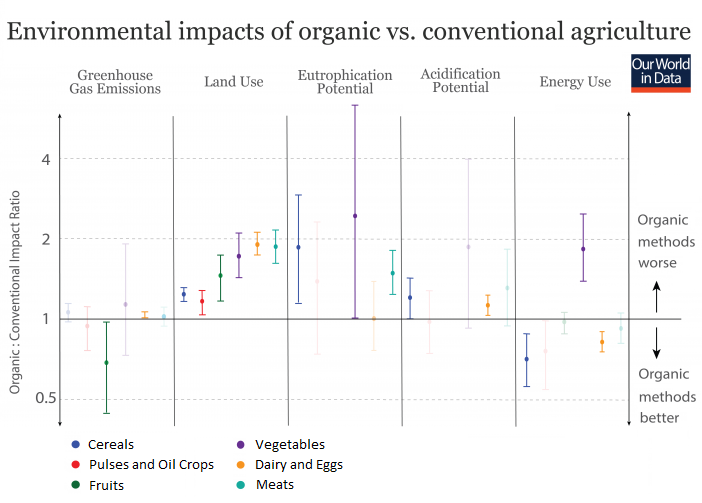
Vergleich der Umweltauswirkungen von Bio- und konventioneller Landwirtschaft. Ein Wert von 1,0 bedeutet, dass die Auswirkungen beider Systeme gleich sind; Werte über 1,0 bedeuten, dass die Auswirkungen organischer Systeme höher (schlechter) sind.

Gemäß einer 2017 veröffentlichten Übersichtsarbeit hat sie, im Vergleich zur konventionellen Landwirtschaft, pro Ertragseinheit einen höheren Flächenbedarf, ein höheres Eutrophierungspotenzial, ein höheres Versauerungspotenzial, einen niedrigeren Energiebedarf, geht aber mit ähnlich hohen Treibhausgasemissionen einher. Dieselbe Studie kommt auf der Grundlage einer Literaturrecherche zu dem Schluss, dass der ökologische Landbau aufgrund der für den ökologischen Landbau erforderlichen größeren Landrodung und der dramatischen Abnahme der Biodiversität und der Kohlenstoffvorräte auf einer größeren räumlichen Ebene wahrscheinlich einen negativen Nettoeffekt auf die Biodiversität und den organischen Kohlenstoff im Boden haben würde, mit der Umwandlung natürlicher Lebensräume. Die Autoren betonen, dass der größte Umweltfaktor nicht das Produktionssystem ist (konventionell vs biologisch), sondern der Verzicht auf tierische Produkte, da diese 20-100 mal größere Umweltwirkungen haben als pflanzenbasierte Lebensmittel.
In Kombination mit dem Verzicht auf Kraftfutter, einer entsprechenden Reduktion des Konsums tierischer Produkte und mit der Reduktion von Nahrungsmittelabfällen kann der Biolandbau eine wichtige Rolle in einem nachhaltigen Ernährungssystem spielen. Dabei wäre die Ernährung der Weltbevölkerung auch bei über 9 Milliarden im Jahre 2050 gesichert, der Landverbrauch würde nicht zunehmen, die Treibhausgasemissionen würden vermindert und die negativen Auswirkungen des heutigen intensiven Ernährungssystems wie große Stickstoffüberschüsse oder hohe Pestizidbelastung würden stark reduziert werden. Die Umstellung auf Biolandbau bei sonst gleichbleibenden Konsummustern würde hingegen zu einem erhöhten Flächenverbrauch führen. Für die Umweltwirkungen können noch andere Aspekte des Anbausystems, zum Beispiel der Anbau im beheizten Gewächshaus, eine weitaus gewichtigere Rolle spielen als die Unterscheidung konventionell-ökologisch. So verringert, einer Untersuchung des Forschungsinstituts für Biologischen Landbau zufolge, der Anbau von Freilandtomaten im Biolandbau die Treibhausgasemissionen um 23 g CO2-Äquivalente pro kg Tomaten bzw. 11,8 %. Beim Anbau in einem älteren mit Erdgas beheizten Treibhaus verursacht allein die Heizung 1,4 kg CO2-Äquivalente pro Kilogramm Tomaten.

### Organische Substanz im Boden
Laut einer 2012 veröffentlichten Meta-Analyse europäischer Daten ist die gelöste organische Substanz im Boden (DOM) in der ökologischen Landwirtschaft um 7 % pro Flächeneinheit höher als in der konventionellen Landwirtschaft. In der konventionellen Landwirtschaft sei mit der Zugabe von organischem Dünger ein ebenso hohes oder höheres Niveau möglich. Mit einer ökologischen Landwirtschaft können die Kohlenstoffeinträge in die Böden erhöht werden, da im Vergleich zur konventionellen mehr Wurzelbiomasse gebildet werden kann.

### Nährstoffverluste
Laut einer 2012 veröffentlichten Meta-Analyse europäischer Daten sind die Nährstoffverluste der ökologischen Landwirtschaft niedriger pro Flächeneinheit und höher pro Ertragseinheit.

### Eutrophierungs- und Versauerungspotenzial
Laut einer 2012 veröffentlichten Meta-Analyse europäischer Daten ist das Eutrophierungs- und Versauerungspotenzial der ökologischen Landwirtschaft niedriger pro Flächeneinheit und höher pro Ertragseinheit.

### Flächenbedarf
Die durchschnittlichen Erträge pro Hektar ökologischen Pflanzenbaus liegen deutlich unter denen des konventionellen Pflanzenbaus (laut einer von Wissenschaftlern der Universität Wageningen durchgeführten und 2012 veröffentlichten Auswertung von 362 publizierten Vergleichen beträgt der Ertragsrückstand im Durchschnitt 20 %, laut einer 2012 in Nature erschienenen Metaanalyse 5–34 %, laut einer 2014 veröffentlichten Auswertung von 115 Studien 19 %, laut dem BMEL basierend auf einem für Deutschland repräsentativen Testbetriebsnetz 54 % für Kartoffeln und 55 % für Weizen in Deutschland im Wirtschaftsjahr 2014/15). Der Grund hierfür ist, neben der eingeschränkten Nutzung von Pflanzenschutzmitteln, der Verzicht auf mineralischen Dünger. Im Spätfrühling erhöht sich das Pflanzenwachstum sprunghaft, vor allem in den Blättern. Blätter sind die stickstoffreichsten Pflanzenteile, weswegen die Pflanze zur Ausnutzung ihres Wachstumspotenzials große Mengen schnell verfügbaren Stickstoffs benötigt. Die ökologische Pflanzenproduktion fügt dem Boden Stickstoff durch Einarbeiten von Pflanzenresten und organischem Dünger zu. Diese Stoffe werden jedoch eher langsam und gleichmäßig mineralisiert. Im konventionellen Landbau werden entsprechend dem temporär massiven Bedarf der Pflanzen höhere Mengen leicht löslichen Stickstoffs gedüngt. So führt der Einsatz von Mineraldünger in der konventionellen Pflanzenproduktion zu höheren Erträgen.
Die Bodenfruchtbarkeit wird im ökologischen Landbau primär durch organischen Wirtschaftsdünger, durch das Einarbeiten von Leguminosen und die Zugabe von Mist und Gülle erhöht, nur ergänzend ist die Zugabe bestimmter mineralischer Handelsdünger erlaubt. Im konventionellen Landbau wird vor allem mineralisch oder mit Gülle gedüngt. Die höheren konventionellen Erträge bedeuten, dass die Bodenfruchtbarkeit im konventionellen Pflanzenproduktion meist höher ist.
Laut einer 2012 veröffentlichten Meta-Analyse europäischer Daten liegt der Flächenbedarf der ökologischen Landwirtschaft in Europa pro Ertragseinheit um 84 % höher. Dies lasse sich vor allem mit niedrigeren Pflanzenerträgen (75 %) aufgrund geringerer Nährstoffversorgung erklären, außerdem geringeren Tiererträgen und dem höheren Anbau von Pflanzen zur Gründüngung.

### Vergleich zu pflanzlicher Ernährung
Generell verringern eine Umstellung auf mehr pflanzliche Nahrungsmittel und die effizientere Nutzung von Dünger und Futtermittel Umweltwirkungen deutlicher als eine Umstellung auf ökologische Landwirtschaft.
Experten der Vereinten Nationen kamen 2020 in einer Studie zu dem Schluss, dass der Ernährungswandel hin zu weniger Fleischkonsum und zu einer stärker pflanzlichen Kost für den Erhalt der Biodiversität wichtiger ist als die ökologische Landwirtschaft. Denn nur wenn weniger Fleisch konsumiert wird, sinkt der Druck auf die Flächennutzung, was wiederum erst ökologische Landwirtschaft mit höherem Flächenverbrauch ermöglicht.

### Energieaufwand
Laut einer 2012 veröffentlichten Meta-Analyse europäischer Daten ist der Energieaufwand der ökologischen Landwirtschaft pro Ertragseinheit (....per unit of area....) niedriger. Der Unterschied lässt sich vor allem mit dem Energieaufwand bei der Produktion und dem Transport von synthetischem Stickstoffdünger in der konventionellen Landwirtschaft erklären. Laut dem FiBL brauchen die biologischen Verfahren 19 Prozent weniger Energie pro Ertragseinheit. Bezogen auf die Fläche sind es 30–50 Prozent.
Dabei ist zu beachten, dass Ertragseinheit die Fläche ist. Da jedoch auf den Tellern nicht Fläche, sondern Mengen liegen, ist der Vergleich auf den Energieaufwand je Menge Nahrungsmittel, bzw. Nährstoffe maßgeblich. Unter Einbeziehung des höheren Flächenaufwandes je t Ertrag ist der Energieaufwand der ökologischen Landwirtschaft höher. Dies erklärt auch den Umstand, weshalb die Ökobauern mehr Geld für ihre Erzeugnisse bezahlt bekommen müssen.

### Treibhausgasemissionen
Laut einer 2012 veröffentlichten Meta-Analyse europäischer Daten unterscheiden sich die Treibhausgasemission der ökologischen Landwirtschaft pro Flächeneinheit im Durchschnitt nicht von der konventionellen; in manchen Produktionszweigen sind sie höher und in anderen niedriger.
In einer weiteren Studie aus 2012 kommen dieselben Forscher zu der Schlussfolgerung, dass es vorteilhafter sei die Ertragsleistungen auf Ackerflächen weiter zu maximieren, um auf diese Weise mehr Flächen für das ausschließliche Nutzungsziel „Naturschutz“ zu gewinnen. Allerdings beruht ihre Abschätzung der Umweltwirkungen auf modelhaften Annahmen (insbesondere Ertragsleistungen), bei der die funktionelle Einheit die Verwertung von Leguminosen ausschließt und somit die ökologischen Pflanzenbausysteme systematisch benachteiligt (methodischer Einfluss).
Der Wissenschaftliche Beirat für Agrarpolitik, Ernährung und Verbraucherschutz und der Wissenschaftliche Beirat für Waldpolitik beim Bundesministerium für Ernährung und Landwirtschaft sahen in ihrem 2016 veröffentlichten Klimaschutzgutachten in einer Ausdehnung der ökologischen Landwirtschaft keinen eindeutigen Beitrag zum Klimaschutz. Zwar seien die Treibhausgasemissionen pro Flächeneinheit im ökologischen Landbau in der Regel niedriger als im konventionellen Landbau, aufgrund der teilweise deutlich niedrigeren Erträge und Leistungen gelte dies jedoch nicht für produktbezogene Emissionen. Nach Standort, Betriebsausrichtung und Management differenzierte Analysen deutscher „Pilotbetriebe“ bis zum Jahre 2016 fielen jedoch sehr unterschiedlich aus.
Eine 2019 veröffentlichte Studie zeigt eine Abnahme der Lachgasemissionen in der ökologischen Landwirtschaft um 40,2 Prozent gegenüber der konventionellen Landwirtschaft. Auf die Ertragsmenge umgerechnet sind die Treibhausgasemissionen in der ökologischen Landwirtschaft in den meisten Kulturen immer noch geringer als in der konventionellen Landwirtschaft.
Eine im Jahr 2023 von der TU München veröffentlichte Studie besagt, dass ökologisch bewirtschaftete Flächen 50 % weniger Treibhausgasemissionen verursachen. Pro Produkteinheit und Energieeinsatz mit eingerechnet, schneidet die ökologische Landwirtschaft immer noch um ca. 20 % besser ab als die konventionelle.
Anhand eines in Süddeutschland etablierten Dauerfeldversuchs werden langfristige Wirkungen ökologischer und konventioneller Pflanzenbausysteme auf den Boden, die Pflanzenerträge und die Umwelt (u. a. Treibhausgasemissionen) untersucht. Erste Analyseergebnisse dieses Versuchs zeigen differenzierte, produkt- und flächenbezogene Treibhausgasemissionen für konventionelle und ökologische Pflanzenbausysteme auf. Der Fokus dieser Auswertungen lag auf der Überprüfung methodischer Grundlagen unter Verwendung unumstrittener Ertragsleistungen der feldexperimentellen Ergebnisse, welche in Getreideeinheiten (eine der drei funktionellen Einheiten) die ertragsskalierte Bewertungsgrundlage für höhere Systemebenen bildete.

### Biodiversität
Ökologische und konventionelle Landwirtschaft haben unterschiedliche Effekte auf die Biodiversität (biologische Vielfalt). Auf untersuchten Grün- und Ackerflächen wurden im Allgemeinen eine größere biologische Vielfalt unter ökologischer Bewirtschaftung festgestellt. Unklar ist, ob der ökologische Landbau mit der Strategie der Integration – Biodiversität wird auf der landwirtschaftlich genutzten Fläche angestrebt und gefördert – größere Vorteile für die Biodiversität erzielen kann als die konventionelle Bewirtschaftung mit gezielten Agrarumweltmaßnahmen auf relativ kleinen, ungenutzten Flächen. Demgegenüber steht eine Kombination aus diesen beiden Ansätzen.

„Wenn wir die ökologische Landwirtschaft nicht deutlich ausdehnen, können wir nicht sicher sagen, ob in zehn oder 20 Jahren von der jetzigen Vogelpopulation noch etwas übrig ist.“

Eine umfassende deutsche Metaanalyse verglich die Biodiversität von ökologischer und konventioneller Bewirtschaftung weltweit (Schwerpunkt EU). Von 343 ausgewerteten Vergleichsstudien bewerteten 83 % der Studien den ökologischen Landbau als positiv für die Biodiversität, 3 % stellten negative Effekte fest.

| Indikator                    | Anzahl der Studien mit nachgewiesener Auswirkung der ökologischen Bewirtschaftung | Anzahl der Studien mit nachgewiesener Auswirkung der ökologischen Bewirtschaftung | Anzahl der Studien mit nachgewiesener Auswirkung der ökologischen Bewirtschaftung |
| Indikator                    | Positiv                                                                           | Ohne Effekt/ Indifferent                                                          | Negativ                                                                           |
| ---------------------------- | --------------------------------------------------------------------------------- | --------------------------------------------------------------------------------- | --------------------------------------------------------------------------------- |
| Landschaft                   | 028                                                                               | 05                                                                                | 0                                                                                 |
| Acker-Wildpflanzen           | 061                                                                               | 03                                                                                | 0                                                                                 |
| Grünland-Wildpflanzen        | 020                                                                               | 05                                                                                | 0                                                                                 |
| Flora von Dauerkulturen      | 012                                                                               | 01                                                                                | 02                                                                                |
| Wirbellose Tiere             | 077                                                                               | 012                                                                               | 07                                                                                |
| Wirbeltiere                  | 026                                                                               | 05                                                                                | 0                                                                                 |
| Bakterien, Hefe, Schädlinge  | 06                                                                                | 02                                                                                | 01                                                                                |
| Bodenleben                   | 038                                                                               | 015                                                                               | 0                                                                                 |
| Agrobiodiversität            | 028                                                                               | 02                                                                                | 0                                                                                 |
| Biodiversität im Allgemeinen | 031                                                                               | 06                                                                                | 03                                                                                |
| Total                        | 0327 (83 %)                                                                       | 056 (14 %)                                                                        | 013 (3 %)                                                                         |

Andere Langzeitversuche und Metaanalysen aus den Jahren 2012, 2014 und 2015 kamen ebenfalls zu dem Ergebnis, dass die ökologische Landwirtschaft sowohl auf der Betriebs- als auch auf der Landschaftsebene gegenüber dem konventionellen Landbau förderlich für die Biodiversität ist. Als Hauptursache gilt der weitgehende Verzicht auf synthetische Pflanzenschutzmittel, eine geringere und organische Düngung und das Beikrautmanagement. Der Artenreichtum auf untersuchten Flächen ist um etwa 30 % höher als im konventionellen Landbau und die Artendichte ist um etwa 50 % höher. Allerdings wirken die Anbausysteme unterschiedlich auf einzelne Artengruppen. Für die Arten der Begleitbiotope (Säume, Hecken, Brachstreifen etc.) sind ökologisch wirtschaftende Betriebe im Vorteil, da die Flächen als von wandernden Tieren relativ gut „durchdringbar“ gelten und für viele Arten ein günstiges Habitat für Nahrungssuche und Brut darstellen. Die Artenzahl und Dichte von Wildbienen und Hummeln in Brachstreifen ist bei angrenzender ökologischer Bewirtschaftung wesentlich höher als bei angrenzender konventioneller. Der Aufwand, um auf konventionell bewirtschafteten Flächen geeignete Lebensbedingungen für konkurrenzschwache Arten herzustellen, ist viel größer als unter ökologischer Bewirtschaftung.
Das Wissen über die Effekte des ökologischen Landbaus auf das Bodenleben, die Qualität von Landschaftselementen, die genetische Agro- und natürliche Biodiversität sowie die Biodiversität der tropischen und subtropischen Agrarlandschaften ist derzeit relativ gering, quantitative Aussagen können nur in geringem Umfang getroffen werden.
Laut einer 2012 veröffentlichten Meta-Analyse europäischer Daten ist die Biodiversität der ökologischen Landwirtschaft pro Flächeneinheit höher. Es sei jedoch möglich, dass die konventionelle Landwirtschaft mit geeigneten Instrumenten ein ähnliches Biodiversitätsniveau erreichen könne.

### Nährstoffimporte
Ökologisch wirtschaftende Betriebe importieren Teile ihrer Nährstoffe von konventionellen Betrieben. Dies betrifft in erster Linie den Import von organischem Dünger, der nach der EU-Öko-Verordnung auch von konventionell wirtschaftenden Betrieben stammen darf. Diese Importe sind insbesondere für ökologisch wirtschaftende Betriebe relevant, die keine Tierhaltung betreiben (die Mehrheit der ökologischen Betriebe). Einer französischen Studie (Nowak u. a., 2013) zufolge betrugen die Nährstoffimporte im Durchschnitt 23 % für Stickstoff, 73 % für Phosphor und 53 % für Kalium. Nach Ansicht der Autoren ist es wichtig, dass diese Importe bei der Berechnung von Ökobilanzen miteinbezogen werden, was bisher nicht ausreichend geschehe.

## Gesundheit
Menschen, die vermehrt Produkte aus ökologischer Landwirtschaft konsumieren, können ihre Belastung mit Pestiziden nachweislich reduzieren. So sind beispielsweise Vegetarier weniger mit Pestiziden belastet als Fleischesser, obwohl Vegetarier mehr Gemüse konsumieren. Dies liegt daran, dass Vegetarier häufiger zu Produkten aus ökologischer Landwirtschaft greifen.

### Fungizide in der ökologischen Landwirtschaft
Im feuchten Klima Mitteleuropas ist es praktisch unmöglich, Obst und Kartoffeln ohne Pilzbekämpfung anzubauen. In der ökologischen Landwirtschaft sind jedoch keine synthetischen Fungizide, sondern nur Kupfer und Schwefel (Netzschwefel) zugelassen. Die ökologische Landwirtschaft setzt zur Bekämpfung insbesondere der Knollenfäule im Kartoffelanbau Kupfersulfat ein. Kupfersulfat hat eine relativ hohe Ökotoxizität. Eine konzentrierte Kupfersulfatlösung besitzt die Wassergefährdungsklasse 2, ist sehr giftig für Wasserorganismen, kann in Gewässern längerfristig schädliche Wirkungen haben und hat zu Leberschäden bei Arbeitern im Weinbau geführt.

#### Kupfer als Pflanzenschutzmittel
Obwohl es seit 1992 seitens der EU Bestrebungen gibt, Kupfer als Pflanzenschutzmittel zu verbieten, wird es aufgrund eines Mangels an Alternativen im ökologischen Landbau weiter verwendet.
Der Biolandbau versucht nach eigenen Angaben, den Einsatz von Kupfer als Pflanzenschutzmittel weiter zu reduzieren. So sollen immer häufiger tolerante und resistente Kartoffel- und Rebsorten angepflanzt werden.
Wie in der konventionellen Landwirtschaft sind im biologischen Weinbau 4 kg Kupfer pro Hektar und Jahr zugelassen.

### Gentechnik in der ökologischen Landwirtschaft
Weltweit ist in der ökologischen Landwirtschaft der Einsatz der Gentechnik nicht gestattet. Diese Position soll die Einhaltung der Standards für einen ökologischen Landbau, wie sie von der Internationalen Vereinigung der ökologischen Landbaubewegungen (IFOAM) festgelegt wurden, gewährleisten. Diese Auffassung gilt auch für die neuen Verfahren der Gentechnik, wie Cisgenese und Genome Editing, wie im Jahr 2017 ein Beschluss von IFOAM festgelegt hat. Das entscheidende Kriterium ist hierbei, dass die Gentechnik die Integrität der Zelle und insbesondere die des Genoms verletzt. Dieses Argument vernachlässige nach Ansicht des Zellbiologen Gerhart Ryffel den Befund, dass bei der konventionellen Züchtung das Genom ebenso verändert werde, wobei diese Veränderungen aber meist im Dunkeln blieben. Der Ausschluss jeglicher genveränderter Pflanzen für die ökologische Landwirtschaft sei problematisch, da sie zum Beispiel den Anbau cisgener Kartoffeln, die gegen Krautfäule resistent sind, verbietet, obwohl der Anbau der entsprechenden Kartoffelsorte, die durch klassische Züchtung erhalten wurde, erlaubt ist. Urs Niggli, der Direktor des Forschungsinstituts für biologischen Landbau (FiBL) weist darauf hin, dass es unschön wäre, wenn der konventionelle Bauer eine Kartoffelsorte hätte, die ohne Pestizide auskommt – und der Biobauer eine Kartoffelsorte, die er mit Kupfer spritzen muss. Diese Aussage, die sich für einen begrenzten Einbezug der Gentechnik bei der ökologischen Landwirtschaft einsetzt, wird von verschiedenen Seiten kritisiert. Jan Plagge, Verbandschef des deutschen Verbandes Bioland, sieht die Steuerung durch Gene als wichtiges Element im Zusammenspiel der Wechselwirkungen zwischen Natur und Nutzpflanze. Er lehnt deshalb die CRISPR/Cas-Methode ab und plädiert für deren Kennzeichnungspflicht. Er verweist auf Erfolge ökologischer Züchtungen, kritisiert jedoch, dass in diesen Bereich zu wenig investiert werde.

### Saatgut und genetisches Ausgangsmaterial

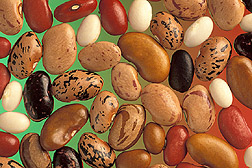
Der Erhalt von Sorten bleibt in der ökologischen Landwirtschaft problematisch

Obwohl sich einige, vor allem dem Demeter-Verband angeschlossene Bauern und Institute intensiv um den Erhalt und die traditionelle Weiterzüchtung des Saatguts alter, so genannter „samenfester“ Sorten (bei Karotten beispielsweise Rodelika) bemühen, stammen im deutschen Biohandel bei manchen Gemüsesorten inzwischen bis zu 95 % der angebotenen Ware aus Hybrid-Saatgut. Manche Bioläden kennzeichnen samenfeste Sorten ausdrücklich, um dem Kunden die Wahlfreiheit nach Möglichkeit zu erhalten. Das Problem der Beschaffung geeigneten genetischen Ausgangsmaterials stellt sich nicht nur im Bereich der Pflanzen-, sondern auch in der Tierzucht. So sind beispielsweise Bio-Geflügelzüchter bislang mangels geeigneter herkömmlicher Rassen auf den jährlichen Kauf von Mutterhennen aus Hybridlinien angewiesen, wenn sie wirtschaftlich arbeiten wollen.
Seit dem 1. Januar 2009 ist eine neue EU-Öko-Verordnung in Kraft getreten. Damit darf konventionelles Saatgut nur eingesetzt werden, wenn nachweislich kein Biosaatgut verfügbar ist. Mit diesem Grundsatz wird einem Bedürfnis des Biolandbaus Rechnung getragen, möglichst eigenes, unter Bedingungen der Ökologischen Landwirtschaft vermehrtes oder gezüchtetes Biosaatgut zu verwenden. Ökologische Erzeuger entwickelten die Erzeugung ökologischen Saatguts und vegetativen Vermehrungsmaterials, um eine breite Palette von Pflanzensorten und -arten zu schaffen, für die ökologisches Saatgut und vegetatives Vermehrungsmaterial zur Verfügung steht. Bis jetzt wurden 40 ökologisch neugezüchtete Gemüsesorten zugelassen, sowie 8 Weizen-, 3 Roggen- und 2 Einkornsorten.

### Koexistenz
Eine mögliche Vermischung gentechnisch veränderter Pflanzen mit ökologisch angebauten Pflanzen stellt für die ökologische Landwirtschaft ein Problem dar, da diese gentechnisch veränderte Organismen ablehnt und Bioprodukte aus rechtlicher Sicht keine gentechnisch veränderten Zutaten enthalten dürfen. Hierbei sind zwei Fälle zu unterscheiden:
- das Kreuzen mit transgenen Pflanzen von benachbarten Feldern durch Pollenflug oder Bienen
- die Vermischung von ökologischen Erzeugnissen während der Lagerung oder des Transports mit transgenen Pflanzen

## Berufsausbildung

### Biobauer in Österreich
In Österreich ist Biobauer/Biobäuerin ein offizieller Ausbildungsberuf. In Österreich ist ökologische Landwirtschaft eine staatlich anerkannte Zusatzqualifikation des Berufs Landwirt:
- Biobauer/Biobäuerin in Österreich sind „LandwirtInnen, die sich auf ökologische landwirtschaftliche (umweltbewusste) Produktion spezialisieren.“[191]

### Schwerpunkt Biolandbau in der Schweiz
In der Schweiz wird die Ausbildung zum Landwirt EFZ mit Schwerpunkt Biolandbau angeboten.
Fachmann/-frau der biologisch-dynamischen Landwirtschaft mit eidgenössischen Fachausweis (BP) ist eine offizielle Berufsbezeichnung: „Fachleute der biologisch-dynamischen Landwirtschaft führen einen Landwirtschaftsbetrieb nach ökologischen Grundsätzen. Sie stellen möglichst natürliche Lebensmittel her und bewirtschaften das Land nachhaltig.“ Voraussetzung hierzu ist u. a. der Berufsabschluss als Landwirt EFZ mit Spezialrichtung bzw. Schwerpunkt Biolandbau sowie zusätzliche Berufspraxis.
Die Gartenbauschule Hünibach (GSH) ist die einzige biologisch-dynamische Gartenbauschule der Schweiz.

### Studium Ökologische Agrarwissenschaften in Deutschland
In Deutschland kann man Ökologische Agrarwissenschaften an unterschiedlichen Standorten studieren – beispielsweise an der Hochschule für nachhaltige Entwicklung Eberswalde, am Standort Witzenhausen der Universität Kassel oder auch an der Hochschule für angewandte Wissenschaften Weihenstephan-Triesdorf.

## Filme
- YouTube-Kanal des Forschungsinstituts für biologischen Landbau: Die Geschichte des Biolandbaus in der Schweiz; Teil 1 und 2